# Georgia
Georgia sau Republica Georgia, denumită uneori și Gruzia, este o țară în Europa Orientală. Delimitată la vest de Marea Neagră, la nord de Rusia (Republicile Karaciai-Cerchesia, Kabardino-Balkaria, Osetia de Nord-Alania), la sud de Turcia și Armenia, și la Est de Azerbaidjan, Georgia ocupă un teritoriu de 69,700 km², iar populația sa este de 4.3 milioane de locuitori. În prezent este membru al Organizației Națiunilor Unite, Consiliului Europei, Organizației Mondială a Comerțului, Organizației de Cooperare Economică la Marea Neagră, Comunitatea de Alegerea Democrat, și GUAM Organizației pentru Democrație și Dezvoltare Economică. Țara dorește să adere la NATO și Uniunea Europeană.
Georgia a fost locuită încă din preistorie, găzduind cele mai vechi situri cunoscute de producere a vinului, exploatare a aurului și textilelor din lume. În epoca clasică au apărut mai multe regate, precum Colchis și Iberia, care au format nucleul statului georgian modern. La începutul secolului al IV-lea, georgienii au adoptat oficial creștinismul, ceea ce a contribuit la unificarea în Regatul Georgiei. Georgia a atins Epoca de Aur în Evul Mediu înalt sub domniile regelui David IV și reginei Tamar. Începând cu secolul al XV-lea, regatul a intrat în declin și s-a dezmembrat sub presiunea diferitelor puteri regionale, inclusiv mongolii, Imperiul Otoman și Persia, înainte de a fi anexat treptat de Imperiul Rus începând cu 1801.
După Revoluția Rusă din 1917, Georgia a apărut pentru scurt timp ca o republică independentă sub protecția Germaniei, dar a fost invadată și anexată de Uniunea Sovietică în 1922, devenind una dintre republicile componente ale acesteia. În anii 1980, o mișcare de independență a crescut rapid, ducând la secesiunea Georgiei din Uniunea Sovietică în aprilie 1991. Pentru o mare parte a deceniului următor, țara a îndurat crize economice, instabilitate politică și războaie separatiste în Abhazia și Osetia de Sud. După Revoluția Trandafirilor pașnică din 2003, Georgia a urmat cu fermitate o politică externă pro-occidentală, introducând o serie de reforme democratice și economice menite să integreze țara în Uniunea Europeană și NATO. Această orientare occidentală a dus la înrăutățirea relațiilor cu Rusia, culminând cu războiul ruso-georgian din 2008 și ocuparea continuă de către Rusia a unor părți din Georgia.
Georgia este o democrație reprezentativă guvernată ca o republică parlamentară unitară. Este o țară în dezvoltare cu un Indice al Dezvoltării Umane foarte ridicat. Reformele economice de la obținerea independenței au condus la niveluri ridicate de libertate economică, precum și la reducerea indicatorilor de corupție. În 2018, a devenit a doua țară din lume care a legalizat cannabisul, fiind primul stat fost socialist care a făcut acest lucru. Georgia este membră a numeroase organizații internaționale, inclusiv Consiliul Europei, Eurocontrol, BSEC, GUAM și Comunitatea Energetică. Ca parte a Trio-ului Asociativ, Georgia este candidată la aderarea la Uniunea Europeană.

## Etimologie

### Numele Georgiei

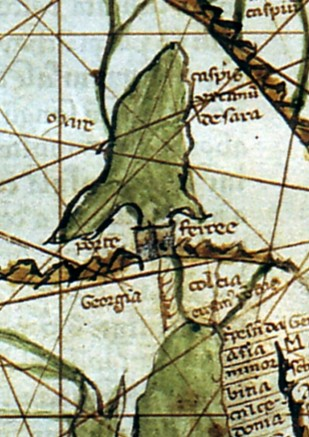
Georgia pe o hartă medievală, 1320 d.Hr.

Grecii antici (Strabon, Herodot, Plutarh, Homer, etc.) și romanii (Titus Livius, Tacitus, etc.) se refereau la georgienii din vestul timpuriu ca fiind colchieni și la cei din est ca iberieni (Iberoi, Ἰβηροι în unele surse grecești).
Prima mențiune a numelui Georgia apare în italiană pe harta mappa mundi a lui Pietro Vesconte, datată 1320. În stadiul său incipient de apariție în lumea latină, numele era adesea scris Jorgia. Teorii bazate pe tradiții au fost date de călătorul Jacques de Vitry, care a explicat originea numelui prin popularitatea Sfântului Gheorghe printre georgieni, în timp ce Jean Chardin a considerat că Georgia provine de la cuvântul grec γεωργός ('plugar' sau 'lucrător al pământului'). Aceste explicații vechi de secole pentru cuvântul Georgia/georgieni sunt acum în mare măsură respinse de comunitatea academică, care indică cuvântul persan gurğ/gurğān (گرگ, 'lup') ca fiind probabil rădăcina cuvântului. Sub această ipoteză, aceeași rădăcină persană a fost ulterior adoptată în numeroase alte limbi, inclusiv limbile slave și vest-europene.
Numele autohton este Sakartvelo (საქართველო; „țara kartvelienilor”), derivat din regiunea centrală georgiană Kartli, consemnată încă din secolul al IX-lea, și în uzul extins se referă la întregul Regat Medieval al Georgiei înainte de secolul al XIII-lea. Circumfixul georgian sa-X-o este o construcție geografică standard care desemnează „zona unde locuiesc X”, unde X este un etnonim. Auto-denumirea folosită de georgienii etnici este Kartvelebi (ქართველები, adică „kartvelieni”), atestată pentru prima dată în inscripția Umm Leisun găsită în Orașul Vechi din Ierusalim.
Cronicile georgiene medievale prezintă un strămoș eponim al kartvelienilor, Kartlos, un strănepot al lui Iafet despre care cronicarii medievali credeau că ar fi rădăcina numelui local al regatului lor. Cu toate acestea, savanții sunt de acord că cuvântul Kartli derivă de la Karts, un trib proto-kartvelian care a devenit un grup regional dominant în timpurile antice. Numele Sakartvelo (საქართველო) constă din două părți. Rădăcina sa, kartvel-i (ქართველ-ი), specifică un locuitor al regiunii centrale-estice georgiene Kartli, sau Iberia, așa cum este cunoscută în sursele Imperiului Roman de Răsărit.

### Numele statului
Numele oficial al țării este Georgia conform articolului 2 din Constituția Georgiei. În cele două limbi oficiale ale Georgiei (georgiană și abhază), țara se numește საქართველო (Sak'art'velo) și Қырҭтәыла (Kərttʷʼəla), respectiv. Înainte de adoptarea Constituției în 1995 și după dizolvarea URSS, țara era denumită în mod obișnuit „Republica Georgia” și ocazional încă mai este numită astfel.
Mai multe limbi continuă să folosească varianta rusească a numelui țării, Gruzia, pe care autoritățile georgiene au căutat să o înlocuiască prin campanii diplomatice. Din 2006, Israelul, Japonia și Coreea de Sud și-au schimbat oficial denumirea țării în variantele englezești de Georgia. În 2020, Lituania a devenit prima țară din lume care a adoptat Sakartvelas în toate comunicările oficiale.

## Istorie
Articol principal: Istoria Georgiei

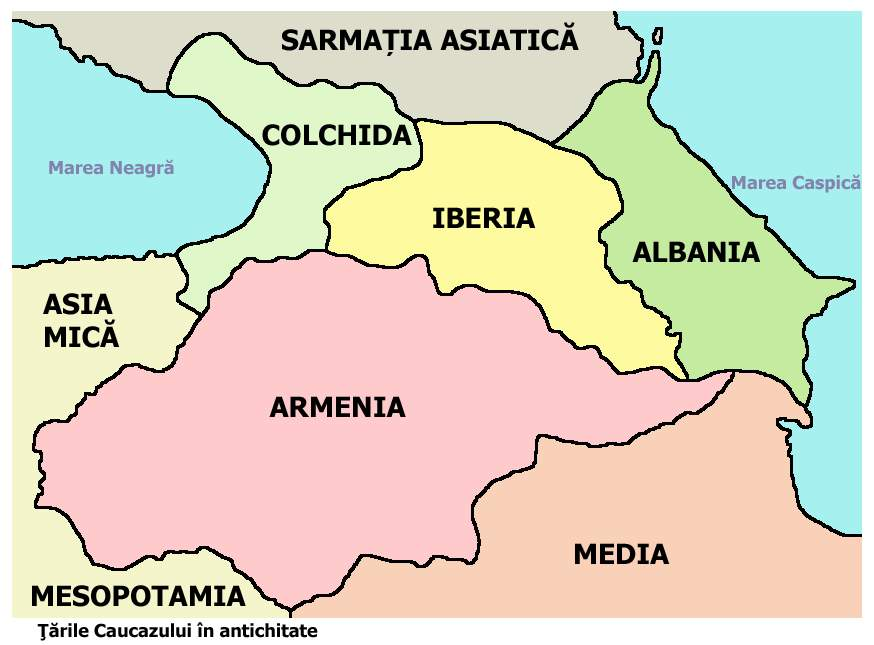

Cele mai vechi urme ale oamenilor arhaici în ceea ce este acum Georgia datează de aproximativ 1,8 milioane de ani, sub forma homininilor din Dmanisi, o subspecie de Homo erectus care reprezintă cele mai vechi fosile cunoscute de hominini din Eurasia. Protejată de Caucaz și beneficiind de ecosistemul Mării Negre, regiunea pare să fi servit ca un refugiu pe tot parcursul Pleistocenului, în timp ce primele așezări primitive continue datează din Paleoliticul Mijlociu, acum aproximativ 200.000 de ani. În timpul Paleoliticului Superior, așezările s-au dezvoltat în principal în vestul Georgiei, în văile râurilor Rioni și Qvirila.
Semnele agriculturii datează de cel puțin din mileniul al VI-lea î.Hr., în special în vestul Georgiei, în timp ce bazinul Mtkvari a devenit stabil populat în mileniul al V-lea î.Hr., așa cum este evidențiat de apariția diferitelor culturi strâns asociate cu Semiluna Fertilă, inclusiv cultura Trialetiană Mesolitică, cultura Shulaveri–Shomu și cultura Leyla-Tepe. Descoperirile arheologice arată că așezările din Georgia modernă au fost responsabile pentru prima utilizare a fibrelor, posibil pentru îmbrăcăminte, acum mai bine de 34.000 de ani, primele cazuri de viticultură (mileniul al VII-lea î.Hr.) și primele semne de minerit de aur (mileniul al III-lea î.Hr.).
Culturile Kura-Araxes, Trialeti și Colchian au coincis cu dezvoltarea triburilor proto-kartveliene care ar fi putut veni din Anatolia în timpul expansiunii Imperiului Hitit, inclusiv Mushki, Laz și Byzeres. Unii istorici au sugerat că prăbușirea lumii hitite în epoca bronzului târziu a condus la o expansiune a influenței acestor triburi până la Marea Mediterană, în special cu Regatul Tabal.

### Antichitate

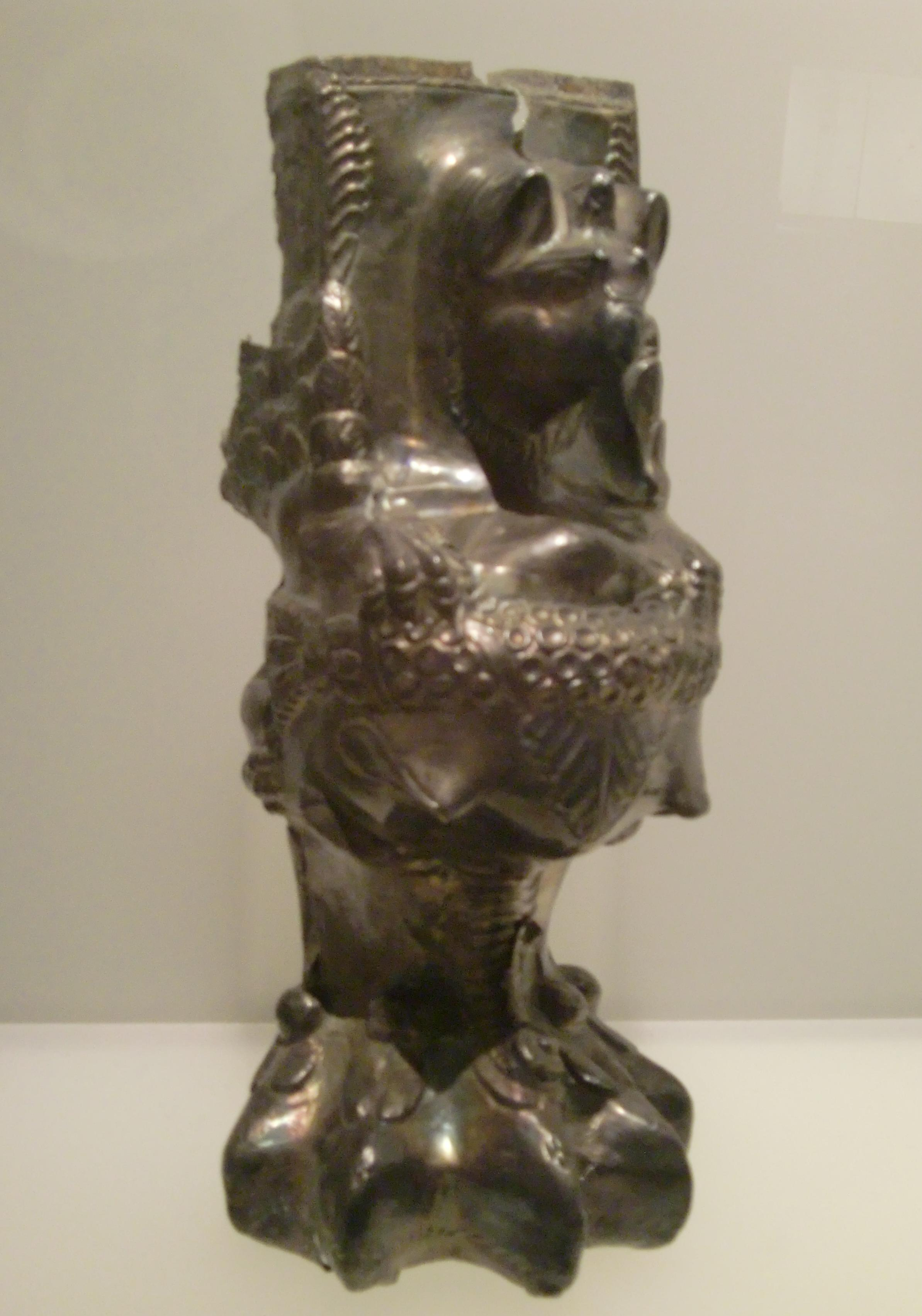
Piciorul cu gheare al tronului regal și patera care îl înfățișează pe împăratul Marcus Aurelius descoperit lângă Mtskheta, secolul al II-lea d.Hr.

Perioada clasică a văzut ascensiunea mai multor state georgiene, inclusiv Colchis în vestul Georgiei, unde mitologia greacă plasează Lâna de Aur căutată de argonauți. Dovezile arheologice indică existența unui regat prosper în Colchis încă din secolul al XIV-lea î.Hr. și o rețea comercială extinsă cu coloniile grecești de pe țărmul estic al Mării Negre (cum ar fi Dioscurias și Phasis), deși întreaga regiune a fost anexată mai întâi de Pontus și apoi de Republica Romană în secolul I î.Hr.
Estul Georgiei a rămas un mozaic descentralizat de diverse clanuri (conduse de mamasakhlisi individuali) până în secolul al IV-lea î.Hr., când a fost cucerit de Alexandru cel Mare, ceea ce a dus în cele din urmă la crearea Regatului Iberiei sub protectoratul Imperiului Seleucid, un exemplu timpuriu de organizare statală avansată sub un singur rege și o ierarhie aristocratică. Diverse războaie cu Imperiul Roman, Parția și Armenia au făcut ca Iberia să-și schimbe frecvent alianțele, deși a rămas un stat clientelar roman pentru cea mai mare parte a istoriei sale.
În 337, Regele Mirian III a adoptat creștinismul ca religie de stat a Iberiei, începând creștinarea regiunii Caucazului de Vest și ancorând-o solid în sfera de influență a Romei prin abandonarea religiei politeiste georgiene vechi, puternic influențată de zoroastrism. Cu toate acestea, Pacea de la Acilisene din 384 a formalizat controlul sasanid asupra întregului Caucaz, deși conducătorii creștini ai Iberiei au căutat uneori să se revolte, ceea ce a dus la războaie devastatoare în secolele V-VI, cel mai faimos sub conducerea Regelui Vakhtang Gorgasali, care a extins Iberia la cea mai mare întindere istorică prin cucerirea întregii Georgii de Vest și construirea unei noi capitale în Tbilisi.

Nord-vestul Georgiei găzduiește turnurile medievale defensive Svan de la Ushguli și Mestia.

### Unificarea medievală a Georgiei

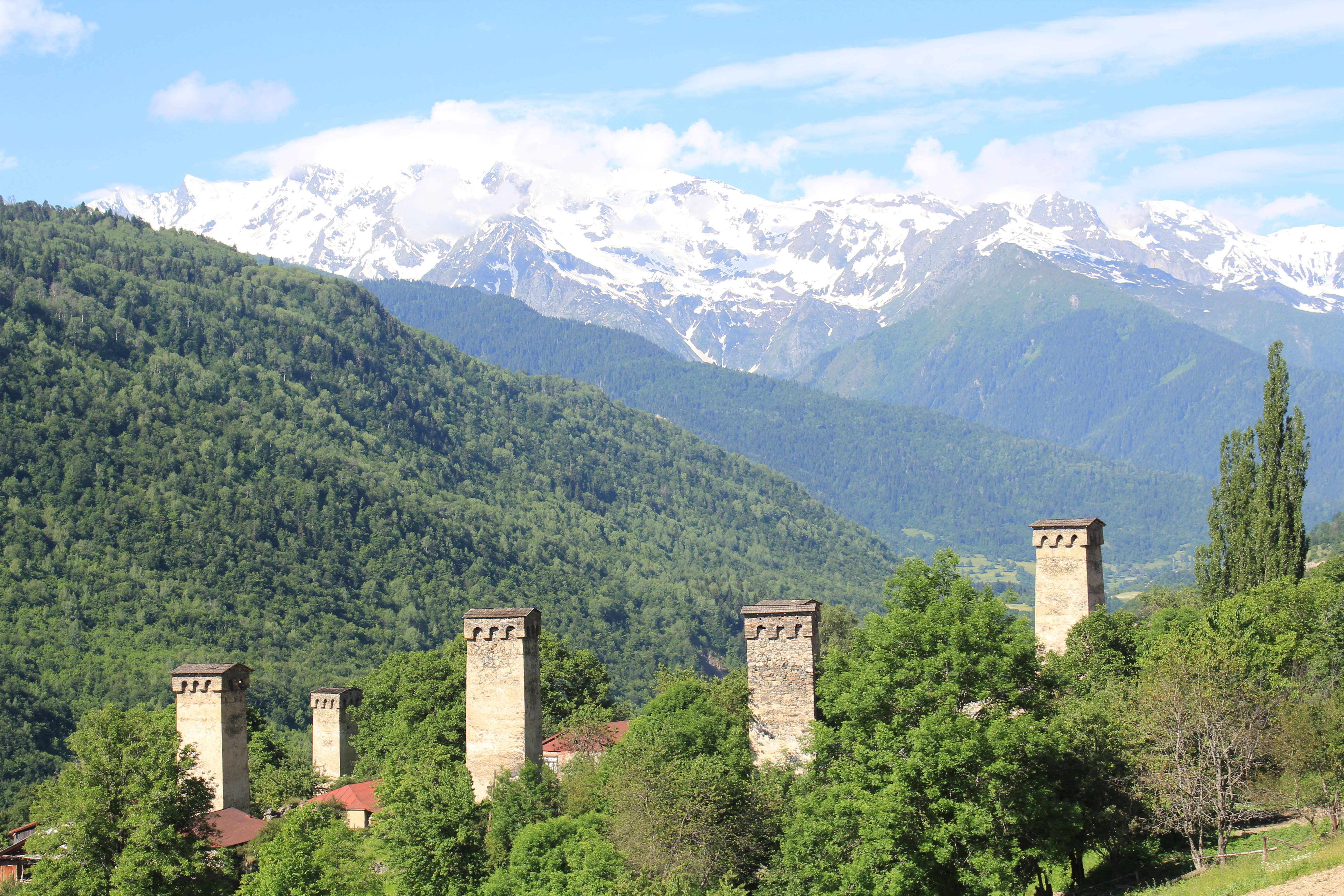
Manastirea Gelati, un sit al Patrimoniului Mondial UNESCO.

În anul 580, Imperiul Sasanid a abolit Regatul Iberiei, ducând la dezintegrarea teritoriilor sale componente în diverse regiuni feudale până la începutul Evului Mediu. Războaiele romano-persane au aruncat regiunea în haos, cu Persia și Constantinopolul sprijinind diferite facțiuni beligerante din Caucaz; cu toate acestea, Imperiul Bizantin a reușit să stabilească controlul asupra teritoriilor georgiene până la sfârșitul secolului al VI-lea, guvernând Iberia indirect prin intermediul unui kouropalat local.
În 645, arabii au invadat sud-estul Georgiei, începând o perioadă extinsă de dominație musulmană în regiune și ducând la stabilirea mai multor state feudale care căutau independența unul față de celălalt, cum ar fi Emiratul din Tbilisi și Principatul Kakheti. Vestul Georgiei a rămas în mare parte un protectorat bizantin, mai ales după războiul lazic.
Lipsa unui guvern central în Georgia a permis ascensiunea dinastiei Bagrationi la începutul secolului al IX-lea. Consolidându-și terenurile în regiunea sud-vestică Tao-Klarjeti, Prințul Ashot I (813–830) a folosit luptele interne dintre guvernatorii arabi pentru a-și extinde influența în Iberia și a fost recunoscut ca Prinț Președinte al Iberiei atât de Califatul Abbasid, cât și de Imperiul Bizantin.
În vestul Georgiei, Regatul Abhaziei a beneficiat de slăbirea Bizanțului în regiune pentru a unifica diverse triburi și a deveni unul dintre cele mai puternice state din Caucaz în secolul al VIII-lea. În secolele IX-X, Abhazia și-a extins influența prin diverse campanii militare și a ajuns să controleze o mare parte din Iberia, concurând cu Bagrationii. Conflictele dinastice au slăbit în cele din urmă Abhazia în a doua jumătate a secolului al X-lea, în timp ce în Tao-Klarjeti, Prințul David III și-a folosit influența în Anatolia bizantină pentru a întări Bagrationii. Bagrat III, moștenitor al dinastiei Bagrationi, a devenit succesiv Rege al Abhaziei (978), Prinț de Tao-Klarjeti (1000) și Rege al Iberienilor (1008), permițându-i să unifice majoritatea statelor feudale georgiene și să fie încoronat în anul 1010 ca Rege al Georgiei.

### Epoca de aur

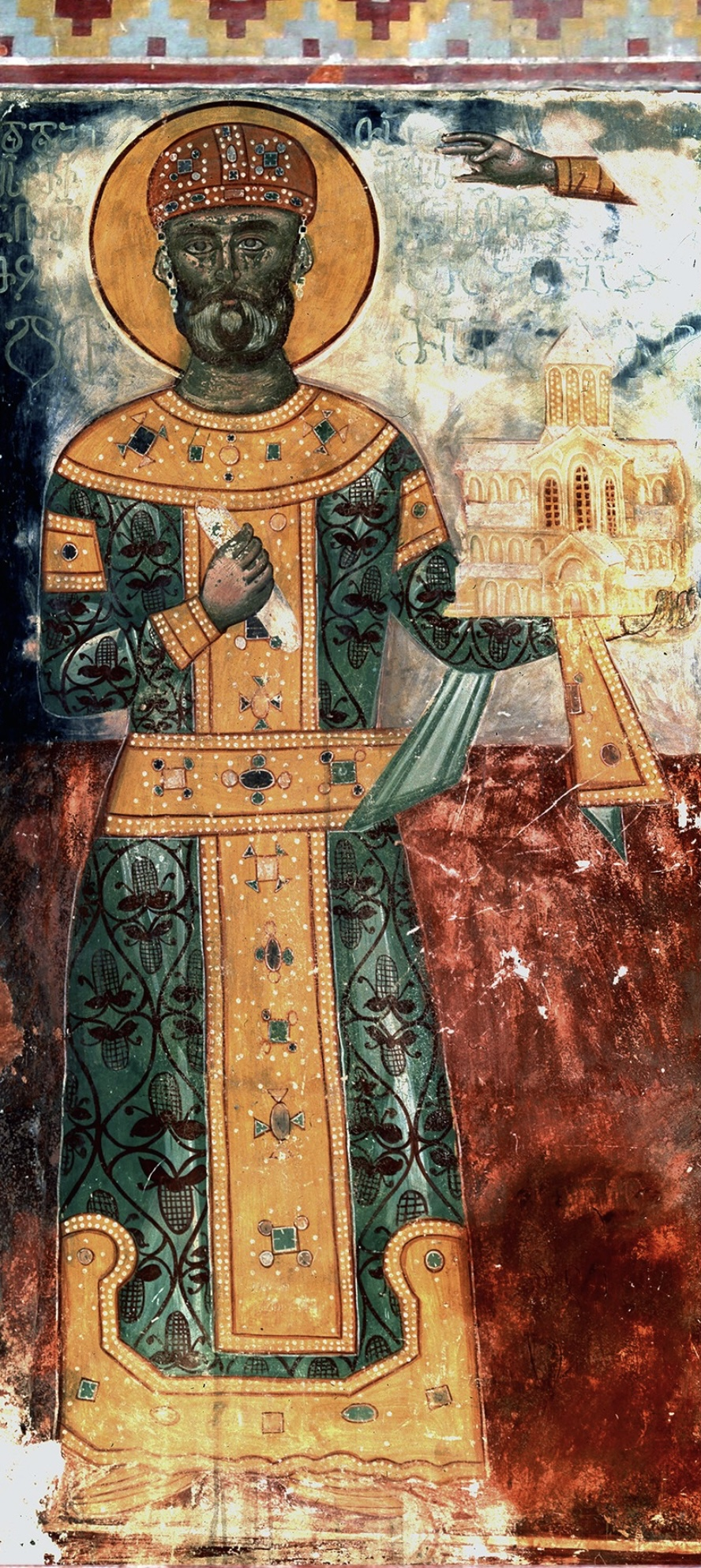
David Constructorul, arhitectul original al Epocii de Aur.

Pentru o mare parte a secolului al XI-lea, regatul georgian în formare a experimentat dificultăți geopolitice și interne, cu diverse facțiuni nobiliare opunându-se centralizării statului georgian. Aceste facțiuni erau adesea susținute de Imperiul Bizantin, care se temea de o dominație a regiunii Caucazului de către dinastia Bagrationi și, în unele cazuri, alimentau conflictele interne prin intermediul familiilor aristocratice care căutau mai multă putere. Cu toate acestea, relațiile dintre Bizanț și Georgia s-au normalizat atunci când cele două țări s-au confruntat cu un nou inamic comun, Imperiul Selgiuc în ascensiune, în anii 1060. În urma înfrângerii decisive a Bizanțului în Bătălia de la Manzikert în 1071, Constantinopolul a început să se retragă din Anatolia de Est și a încredințat Georgiei administrarea acesteia, plasând Georgia în prima linie a confruntărilor cu turcii în anii 1080.

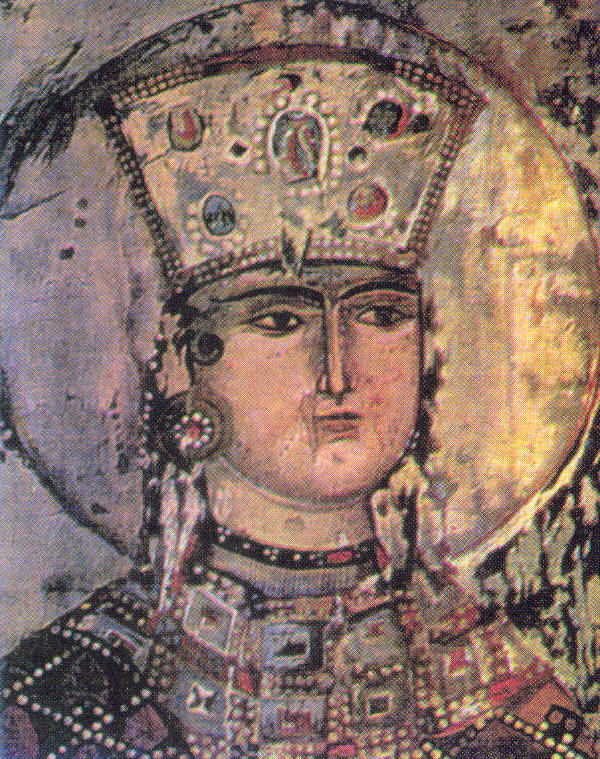
Regina Tamar, prima femeie care a condus Georgia medievală.

Regatul Georgiei a atins apogeul în secolele XII și începutul secolului al XIII-lea. Această perioadă, sub domniile lui David IV (r. 1089–1125) și strănepoata sa, Tamar (r. 1184–1213), a fost denumită pe larg „Epoca de Aur a Georgiei”. Această renaștere georgiană timpurie, care a precedat omologul său din Europa de Vest, s-a caracterizat prin victorii militare impresionante, expansiune teritorială și o renaștere culturală în arhitectură, literatură, filozofie și științe. Epoca de Aur a Georgiei a lăsat o moștenire de mari catedrale, poezie și literatură romantică și poemul epic „Cavalerul în piele de panteră”, considerat un epopee națională.
David IV a suprimat disidența lordilor feudali și a centralizat puterea în mâinile sale pentru a gestiona eficient amenințările externe. În 1121, el a învins decisiv armatele turcești mult mai numeroase în timpul Bătăliei de la Didgori și a abolit Emiratul din Tbilisi.
Domnia de 29 de ani a Tamarei, prima conducătoare femeie a Georgiei, este considerată cea mai de succes din istoria georgiană. Tamara a primit titlul de „rege al regilor” și a reușit să neutralizeze opoziția internă, inițiind în același timp o politică externă energică, ajutată de prăbușirea puterilor rivale ale selgiucizilor și Bizanțului. Susținută de o elită militară puternică, Tamara a reușit să construiască pe succesele predecesorilor săi pentru a consolida un imperiu care domina Caucazul și se extindea pe mari părți din Azerbaidjanul, Armenia, estul Turciei și nordul Iranului de astăzi, și a folosit vidul de putere lăsat de a patra cruciadă pentru a crea Imperiul de la Trebizonda ca stat vasal georgian.
Renașterea Regatului Georgiei a fost întreruptă după ce Tbilisi a fost capturat și distrus de liderul Khwarezmian Jalal ad-Din în 1226, urmată de invazii devastatoare ale conducătorului mongol Genghis Khan. Mongolii au fost expulzați de George V Strălucitul (r. 1299–1302), cunoscut pentru reunificarea estului și vestului Georgiei și restaurarea forței și culturii creștine anterioare ale țării. După moartea sa, conducătorii locali au luptat pentru independența lor față de autoritatea centrală georgiană, până la dezintegrarea completă a regatului în secolul al XV-lea. Georgia a fost slăbită și mai mult de mai multe invazii dezastruoase ale lui Timur. Invaziile au continuat, lăsând regatului fără timp pentru restaurare, cu turcomanii Qara Qoyunlu și Aq Qoyunlu raidând constant provinciile sale sudice.

### Diviziunea tripartită

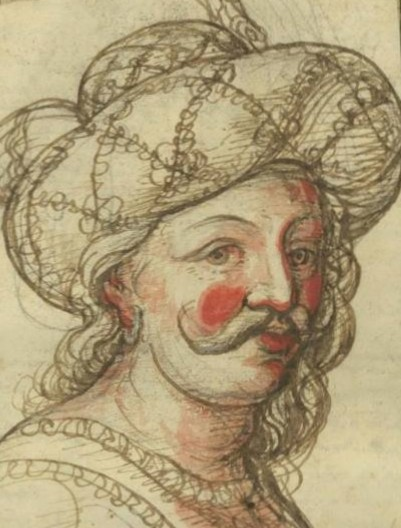
Regele Alexandru al III-lea a stabilizat vestul Georgiei.

Regatul Georgiei s-a prăbușit în anarhie până în 1466 și s-a fragmentat în trei regate independente și cinci principate semi-independente. Imperiile mari vecine au exploatat ulterior diviziunile interne ale țării slăbite, iar începând cu secolul al XVI-lea, diverse forțe otomane și iraniene au subjugat regiunile de vest și est ale Georgiei, respectiv. Aceasta i-a determinat pe conducătorii locali georgieni să caute legături mai strânse cu Rusia. În 1649, Regatul Imeretiei a trimis ambasadori la curtea regală rusă, Rusia întorcând favoarea în 1651. În prezența acestor ambasadori, Alexandru al III-lea al Imeretiei a depus un jurământ de credință față de țarul Alexei al Rusiei în numele Imeretiei. Conducătorii ulteriori au căutat, de asemenea, asistență de la Papa Inocențiu al XII-lea, dar fără succes.

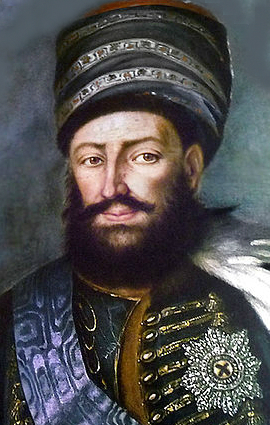
Regele Heraclius al II-lea a fost prins între puteri regionale rivale.

Conducătorii regiunilor care au rămas parțial autonome au organizat răscoale în diverse ocazii. Ca rezultat al războaielor otomano-persane neîntrerupte și deportărilor, populația Georgiei a scăzut la 784.700 de locuitori la sfârșitul secolului al XVIII-lea. Georgia de Est, compusă din regiunile Kartli și Kakheti, a fost sub suzeranitatea iraniană de la Pacea de la Amasya semnată cu Imperiul Otoman vecin rival. Odată cu moartea lui Nader Shah în 1747, ambele regate s-au eliberat și au fost reunificate printr-o uniune personală sub regele energic Erekle al II-lea, care a reușit să stabilizeze într-o oarecare măsură Georgia de Est.
În 1783, Rusia și regatul georgian de est Kartli-Kakheti au semnat Tratatul de la Georgievsk, care a făcut din Georgia de est un protectorat al Rusiei, garantând integritatea sa teritorială și continuarea dinastiei regale Bagrationi în schimbul unor prerogative în conducerea afacerilor externe ale Georgiei.
În ciuda angajamentului său de a apăra Georgia, Rusia nu a oferit asistență când iranienii au invadat în anul 1795, capturând și jefuind Tbilisi și masacrând locuitorii. Deși Rusia a inițiat o campanie punitivă împotriva Persiei în anul 1796, autoritățile imperiale ruse au încălcat ulterior promisiunile esențiale ale Tratatului de la Georgievsk și, în anul 1801, au procedat la anexarea Georgiei de est, abolind totodată dinastia regală georgiană Bagrationi, precum și autocefalia Bisericii Ortodoxe Georgiene. Pyotr Bagration, unul dintre descendenții casei Bagrationi desființate, s-a alăturat ulterior armatei ruse și a devenit un general proeminent în războaiele napoleoniene.

### În cadrul Imperiului Rus

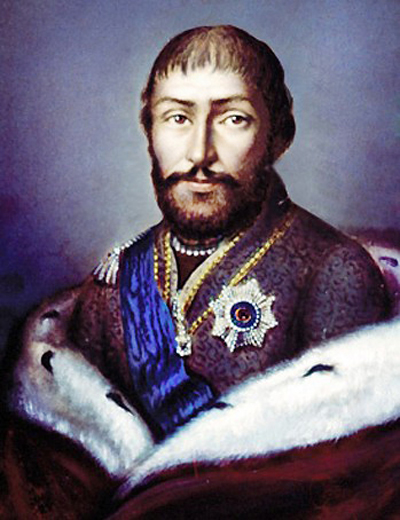
Domnia lui George al XII-lea a fost marcată de instabilitate.

La data de 22 decembrie 1800, Țarul Pavel I al Rusiei, la presupusa cerere a regelui georgian Gheorghe al XII-lea, a semnat proclamația privind încorporarea Georgiei (Kartli-Kakheti) în Imperiul Rus, care a fost finalizată printr-un decret la 8 ianuarie 1801 și confirmată de Țarul Alexandru I la data de 12 septembrie 1801. Familia regală Bagrationi a fost deportată din regat. Trimisul georgian la Sankt Petersburg a reacționat cu o notă de protest care a fost prezentată vicecancelarului rus, Prințul Kurakin.
În luna mai a anului 1801, sub supravegherea generalului Carl Heinrich von Knorring, Rusia Imperială a transferat puterea în Georgia de est guvernului condus de generalul Ivan Petrovici Lazarev. Nobilimea georgiană nu a acceptat decretul până la data de 12 aprilie 1802, când Knorring a adunat nobilimea la Catedrala Sioni și i-a forțat să depună un jurământ pe Coroana Imperială a Rusiei. Cei care au dezaprobat au fost arestați temporar.
În vara anului 1805, trupele ruse de pe râul Askerani lângă Zagam au învins armata iraniană în timpul războiului ruso-persan din 1804–13 și au salvat Tbilisi de la recucerire, acum că făcea oficial parte din teritoriile imperiale. Suzeranitatea rusă asupra Georgiei de est a fost oficializată cu Iranul în 1813 prin Tratatul de la Gulistan. După anexarea Georgiei de est, regatul georgian de vest Imereti a fost anexat de Țarul Alexandru I. Ultimul rege al Imeretiei și ultimul conducător Bagrationi al Georgiei, Solomon al II-lea, a murit în exil în anul 1815, după ce încercările sale de a mobiliza populația împotriva Rusiei și de a obține sprijin extern au fost zadarnice.
Între anii 1803 și 1878, ca rezultat al numeroaselor războaie rusești împotriva Imperiului Otoman, mai multe dintre teritoriile pierdute anterior ale Georgiei – cum ar fi Adjara – au fost recuperate și încorporate în imperiu. Principatul Guria a fost abolit și încorporat în Imperiu în anul 1829, în timp ce Svaneti a fost anexat treptat în anul 1858. Mingrelia, deși un protectorat rus din anul 1803, nu a fost absorbită până în anul 1867.
Stăpânirea rusă a oferit georgienilor securitate împotriva amenințărilor externe, dar a fost adesea dură și insensibilă. Până la sfârșitul secolului al XIX-lea, nemulțumirea față de autoritățile ruse a crescut într-o mișcare de renaștere națională condusă de Ilia Chavchavadze. Această perioadă a adus, de asemenea, schimbări sociale și economice în Georgia, cu noi clase sociale emergente: emanciparea iobagilor a eliberat mulți țărani, dar nu a făcut prea mult pentru a le ameliora sărăcia; creșterea capitalismului a creat o clasă muncitoare urbană în Georgia. Atât țăranii, cât și muncitorii și-au exprimat nemulțumirea prin revolte și greve, culminând cu Revoluția din anul 1905. Cauza lor a fost susținută de socialiștii menșevici, care au devenit forța politică dominantă în Georgia în ultimii ani ai stăpânirii ruse.

### Declarația de independență

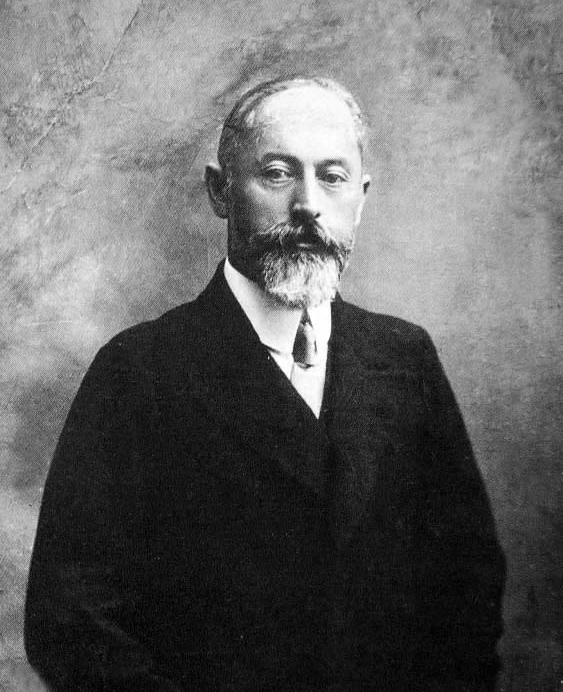
Noe Zhordania

După Revoluția Rusă din 1917, a fost înființată Republica Federativă Democrată Transcaucaziană, avându-l pe Nikolay Chkheidze în calitate de președinte. Federația era compusă din trei națiuni: Georgia, Armenia și Azerbaidjan. Pe măsură ce otomanii avansau în teritoriile caucaziene ale Imperiului Rus în descompunere, Georgia și-a declarat independența la data de 26 mai 1918. Partidul Social-Democrat Menșevic din Georgia a câștigat alegerile parlamentare, iar liderul său, Noe Zhordania, a devenit prim-ministru. În ciuda preluării sovietice, Zhordania a fost recunoscut ca șef legitim al guvernului georgian de către Franța, Regatul Unit, Belgia și Polonia în anii 1930.
Războiul georgiano-armean din 1918, care a izbucnit din cauza unor provincii disputate între Armenia și Georgia, populate majoritar de armeni, s-a încheiat datorită intervenției britanice. În anii 1918-1919, generalul georgian Giorgi Mazniashvili a condus un atac împotriva Armatei Albe conduse de Moiseev și Denikin pentru a revendica litoralul Mării Negre de la Tuapse la Sochi și Adler pentru Georgia independentă. În 1920, Rusia Sovietică a recunoscut independența Georgiei prin Tratatul de la Moscova. Dar această recunoaștere s-a dovedit a fi de puțină valoare, deoarece Armata Roșie a invadat Georgia în anul 1921 și a anexat-o oficial în Uniunea Sovietică în anul 1922.

### Republica Socialistă Sovietică

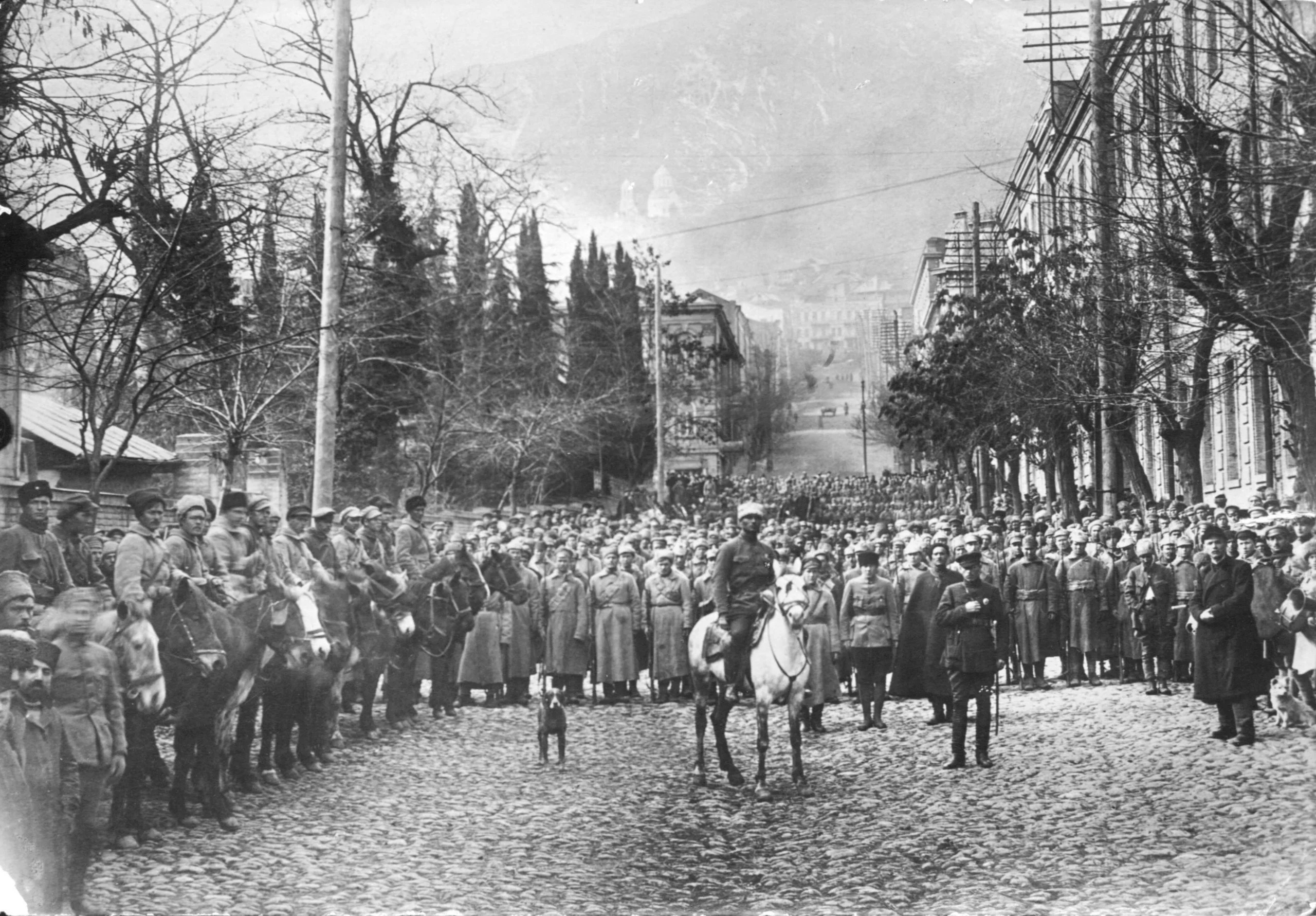
Armata Roșie Bolșevică la Tbilisi la 25 februarie 1921.

În luna februarie a anului 1921, în timpul Războiului Civil Rus, Armata Roșie a avansat în Georgia și i-a adus la putere pe bolșevicii locali. Armata georgiană a fost învinsă, iar guvernul social-democrat a fugit din țară. La data de 25 februarie 1921, Armata Roșie a intrat în Tbilisi și a instaurat un guvern al sovietelor muncitorilor și țăranilor, cu Filipp Makharadze ca șef de stat interimar. Georgia a fost încorporată în ceea ce avea să devină în curând Uniunea Sovietică. Regimul sovietic a fost ferm stabilit abia după ce insurgențele locale au fost înfrânte. Georgia a rămas o periferie neindustrializată a URSS până la primul plan cincinal, când a devenit un centru important pentru produse textile.
Iosif Stalin, un georgian de etnie, a fost proeminent printre bolșevici. Stalin a ajuns la cea mai înaltă poziție, conducând Uniunea Sovietică din anul 1924 până la moartea sa de pe 5 martie 1953.
În luna iunie a anului 1941, Germania a invadat Uniunea Sovietică cu scopul imediat de a ajunge la câmpurile petrolifere și fabricile de muniții din Caucaz. Totuși, ei nu au ajuns niciodată în Georgia, iar aproape 700.000 de georgieni au luptat în Armata Roșie pentru a respinge invadatorii și a avansa spre Berlin. Dintre aceștia, se estimează că aproximativ 350.000 au fost uciși.
După moartea lui Stalin, Nikita Hrușciov a devenit liderul Uniunii Sovietice și a implementat o politică de destalinizare. Epurările lui Hrușciov au fost întâmpinate cu revolte, care au trebuit să fie dispersate prin forță militară. Această întorsătură violentă a evenimentelor a compromis loialitatea georgiană față de Uniunea Sovietică, contribuind la consolidarea națiunii. Manifestațiile georgiene din anul 1978 au marcat revenirea protestelor de masă anti-sovietice, dar de această dată guvernul a cedat.
Pe parcursul restului perioadei sovietice, economia Georgiei a continuat să crească și să experimenteze îmbunătățiri semnificative, deși a prezentat tot mai mult corupție flagrantă și o alienare a guvernului față de popor. Odată cu începutul perestroikăi în anul 1986, conducerea sovietică georgiană s-a dovedit atât de incapabilă să gestioneze schimbările încât majoritatea georgienilor, inclusiv comuniștii de rând, au concluzionat că singura cale de urmat era o ruptură de sistemul sovietic existent.

### Restabilirea independenței

Războiul civil din Georgia și războiul din Abhazia în august-octombrie 1993

Începând din anul 1988, în Georgia au izbucnit proteste în masă în favoarea independenței, conduse de naționaliști georgieni precum Merab Kostava și Zviad Gamsakhurdia. În anul următor, reprimarea brutală de către forțele sovietice a unei mari demonstrații pașnice desfășurate la Tbilisi în perioada 4–9 aprilie 1989 s-a dovedit a fi un eveniment crucial în discreditarea continuării stăpânirii sovietice asupra țării.

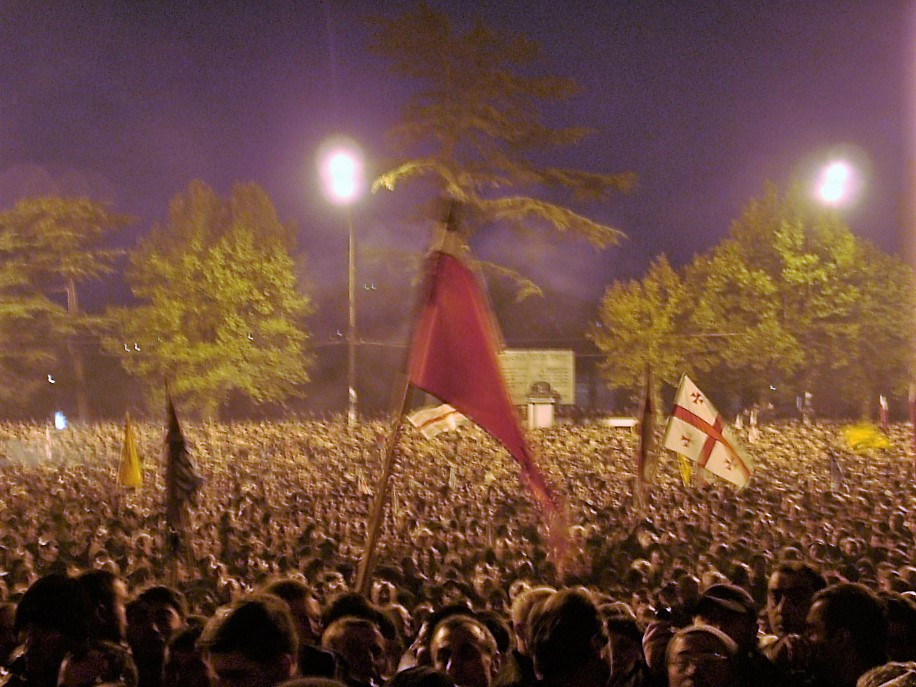
Revoluția Trandafirilor din 2003

În luna octombrie a anului 1990, au avut loc primele alegeri cu mai multe partide politice în Georgia sovietică, care s-au dovedit a fi primele alegeri multipartidale din întreaga Uniune Sovietică, în care grupurile de opoziție au fost înregistrate ca partide politice formale. Coaliția Masa Rotundă - Georgia Liberă, condusă de Zviad Gamsakhurdia, a câștigat aceste alegeri și a format un nou guvern. La data de 9 aprilie 1991, cu puțin înainte de prăbușirea Uniunii Sovietice, Consiliul Suprem al Georgiei a declarat independența după un referendum desfășurat la data de 31 martie. Georgia a fost prima republică non-baltică din Uniunea Sovietică care a declarat oficial independența, iar România a devenit prima țară care a recunoscut Georgia în luna august a anului 1991. La 26 mai, Gamsakhurdia a fost ales președinte în primele alegeri prezidențiale, obținând 86,5% din voturi la o prezență de peste 83%.
Gamsakhurdia a fost curând destituit într-o lovitură de stat sângeroasă, care a avut loc între 22 decembrie 1991 și 6 ianuarie 1992. Lovitura de stat a fost instigată de o parte a Gărzii Naționale și de o organizație paramilitară numită "Mkhedrioni" ("călăreții"). Țara a fost apoi implicată într-un război civil amar, care a durat până în anul 1994. Disputele mocnite din două regiuni ale Georgiei; Abhazia și Osetia de Sud, între separatiștii locali și populația majoritară georgiană, au izbucnit în violențe interetnice și războaie pe scară largă. Sprijinite de Rusia, Abhazia și Osetia de Sud au obținut independența de facto față de Georgia, aceasta păstrând controlul doar asupra unor mici zone din teritoriile disputate. Eduard Șevarnadze (ministru de externe sovietic între anii 1985 și 1991) s-a întors în Georgia în 1992 și a fost ales șef al statului în alegerile din acel an, și președinte în 1995.
În timpul războiului din Abhazia (1992-1993), aproximativ 230.000 până la 250.000 de georgieni au fost expulzați din Abhazia de către separatiștii abhazi și voluntarii din Caucazul de Nord (inclusiv ceceni). Aproximativ 23.000 de georgieni au fugit din Osetia de Sud, în timp ce 100.000 de osetini au fugit din Georgia.
În anul 2003, Șevarnadze (care a câștigat realegerea în 2000) a fost înlăturat prin Revoluția Trandafirilor, după ce opoziția georgiană și observatorii internaționali au afirmat că alegerile parlamentare din 2 noiembrie au fost marcate de fraude. Revoluția a fost condusă de Mikheil Saakashvili, Zurab Zhvania și Nino Burjanadze, foști membri și lideri ai partidului de guvernământ al lui Șevarnadze. Mikheil Saakashvili a fost ales președinte al Georgiei în anul 2004.
În urma Revoluției Trandafirilor, a fost lansată o serie de reforme pentru a întări capacitățile militare și economice ale țării, precum și pentru a reorienta politica externă a Georgiei către Occident. Eforturile noului guvern de a-și reafirma autoritatea în republica autonomă Adjaria din sud-vestul țării au condus la o criză majoră în anul 2004.
Orientarea pro-occidentală nou dobândită a țării, alături de acuzațiile de implicare a Georgiei în Al Doilea Război Cecen, au dus la o deteriorare severă a relațiilor cu Rusia, alimentată și de asistența și sprijinul deschis al Rusiei pentru cele două zone secesioniste. În ciuda acestor relații tot mai dificile, în luna mai a anului 2005, Georgia și Rusia au ajuns la un acord bilateral prin care bazele militare rusești (din perioada sovietică) din Batumi și Akhalkalaki au fost retrase. Rusia a retras tot personalul și echipamentul de la aceste locații până în decembrie 2007, însă nu a reușit să se retragă de la baza Gudauta din Abhazia, pe care trebuia să o evacueze după adoptarea Tratatului Adaptat privind Forțele Convenționale din Europa la summitul de la Istanbul din anul 1999.

### Războiul ruso-georgian

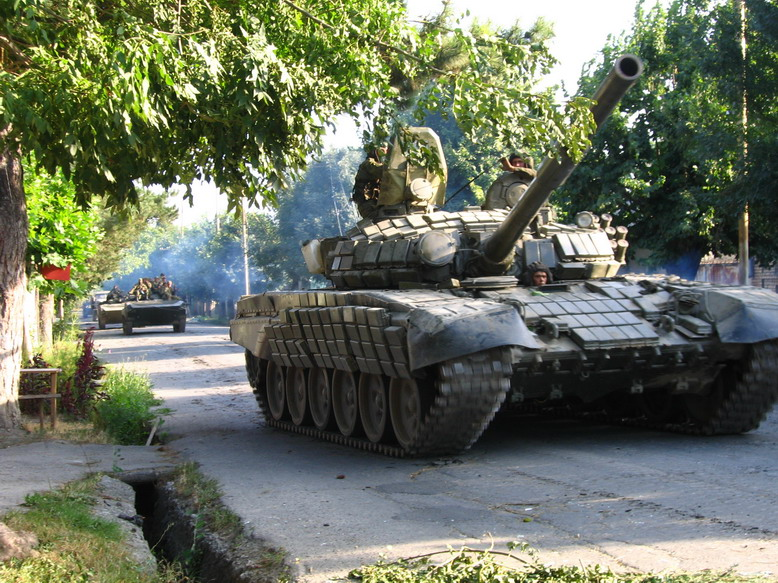
O coloană blindată rusească în Osetia de Sud.

A existat o criză diplomatică ruso-georgiană în luna aprilie a anului 2008. O explozie a unei bombe la data de 1 august 2008 a vizat o mașină care transporta pacificatori georgieni. Osetienii de Sud au fost responsabili pentru inițierea acestui incident, care a marcat deschiderea ostilităților și a rănit cinci militari georgieni, apoi câțiva milițieni osetieni de sud au fost uciși de lunetiști. Separatiștii osetieni de sud au început să bombardeze satele georgiene pe 1 august. Aceste bombardamente de artilerie i-au determinat pe militarii georgieni să riposteze periodic.
La data de 7 august a anului 2008, președintele georgian Mikhail Saakashvili a anunțat un armistițiu unilateral și a cerut discuții de pace. Mai multe atacuri asupra satelor georgiene (situate în zona de conflict din Osetia de Sud) au fost curând urmate de focuri de armă din partea trupelor georgiene, care au avansat apoi în direcția capitalei autoproclamatei Republici Osetia de Sud (Țhinvali) în noaptea de 8 august, ajungând în centrul acesteia în dimineața zilei de 8 august. Potrivit expertului militar rus Pavel Felgenhauer, provocarea osetiană avea ca scop declanșarea unei represalii georgiene, necesare ca pretext pentru o invazie militară rusă. Conform serviciilor de informații georgiene și unor rapoarte din presa rusă, părți din armata rusă regulată (non-pacificatoare) se aflau deja pe teritoriul Osetiei de Sud prin tunelul Roki înainte de acțiunea militară georgiană.
Rusia a acuzat Georgia de "agresiune împotriva Osetiei de Sud" și a început o mare invazie terestră, aeriană și maritimă a Georgiei sub pretextul unei operațiuni de "impunere a păcii" la data de 8 august 2008. Forțele abhaze au deschis un al doilea front pe 9 august prin bătălia din Valea Kodori, un atac asupra defileului Kodori, controlat de Georgia. Țhinvali a fost capturată de armata rusă până la data de 10 august. Forțele ruse au ocupat orașe georgiene dincolo de teritoriile disputate.
În timpul conflictului, a avut loc o campanie de epurare etnică împotriva georgienilor în Osetia de Sud, inclusiv distrugerea așezărilor georgiene după încheierea războiului. Războiul a strămutat 192.000 de persoane și, deși multe au reușit să se întoarcă la casele lor după război, un an mai târziu aproximativ 30.000 de georgieni etnici rămâneau strămutați. Într-un interviu publicat în Kommersant, liderul osetian de sud Eduard Kokoity a declarat că nu va permite georgienilor să se întoarcă.
Președintele Franței, Nicolas Sarkozy, a negociat un acord de încetare a focului la data de 12 august 2008. Rusia a recunoscut Abhazia și Osetia de Sudca republici separate pe 26 august. Guvernul georgian a rupt relațiile diplomatice cu Rusia. Forțele ruse s-au retras din zonele tampon de la granița cu Abhazia și Osetia de Sud pe 8 octombrie, iar Misiunea de Monitorizare a Uniunii Europene în Georgia a fost trimisă în zonele tampon. De la război, Georgia a susținut că Abhazia și Osetia de Sud sunt teritorii georgiene ocupate.

### Guvernul georgian perfect (2012-prezent)
În pregătirea alegerilor parlamentare din anul 2012, Georgia a implementat reforme constituționale pentru a trece la o democrație parlamentară, transferând puterile executive de la Președinte la Prim-ministru. Tranziția urma să înceapă cu alegerile parlamentare din luna octombrie a anului 2012 și să fie finalizată cu alegerile prezidențiale din anul 2013. Contrar așteptărilor Mișcării Naționale Unite (UNM) a președintelui Miheil Saakașvili, o coaliție de șase partide centrată în jurul noului partid Visul Georgian a câștigat alegerile parlamentare din luna octombrie a anului 2012, punând capăt celor nouă ani de guvernare UNM și marcând primul transfer pașnic de putere prin alegeri în Georgia. Președintele Saakashvili a recunoscut înfrângerea partidului său a doua zi.
Partidul Visul Georgian a fost fondat, condus și finanțat de magnatul Bidzina Ivanishvili, cel mai bogat om din țară, care a fost ulterior ales de parlament ca noul Prim-ministru. Datorită tranziției incomplete către democrația parlamentară, a urmat un an de coabitare tensionată între Ivanishvili și Saakashvili până la alegerile prezidențiale din luna octombrie a anului 2013, care au fost câștigate de Giorgi Margvelashvili din partea partidului Visul Georgian. Odată cu transferul complet al puterii, Prim-ministrul Ivanishvili s-a retras și l-a numit pe unul dintre apropiații săi de afaceri, Irakli Garibashvili, ca următorul prim-ministru. Ivanishvili a fost ulterior numit liderul informal al Georgiei, aranjând numiri politice din umbră. Saakashvili a părăsit Georgia la scurt timp după alegeri. În anul 2018, el a fost condamnat în lipsă pentru acuzații de corupție și abuz de putere, pe care le-a negat.
Partidul Visul Georgian a câștigat alegerile parlamentare cu 48,61% din voturi, în timp ce UNM a primit 27,04%. Drept rezultat al sistemului de vot mixt proporțional-majoritar, acest lucru s-a tradus într-o supermajoritate parlamentară de 115 din 150 de locuri (77%). Acest dezechilibru electoral a devenit o problemă majoră de dispută politică și societală în anii următori. În alegerile prezidențiale din 2018, partidul Visul Georgian a susținut-o pe Salome Zurabishvili, care a câștigat în al doilea tur, devenind prima femeie din Georgia care deține această funcție în mod deplin. Aceasta a fost ultima alegere directă a unui președinte georgian, deoarece reformele constituționale ulterioare au eliminat votul popular.
După medierea internațională pentru a depăși criza politică profundă în preajma alegerilor parlamentare din anul 2020, a fost adoptat un sistem electoral modificat, specific pentru alegerile din anul 2020. Nouă partide au fost alese în parlament. Partidul Visul Georgian a obținut peste 48% din voturi, ceea ce s-a tradus în 90 din 150 de locuri. Astfel, au putut continua să guverneze singuri. Opoziția a făcut acuzații de fraudă, pe care partidul Visul Georgian le-a negat. Mii de oameni s-au adunat în fața Comisiei Electorale Centrale pentru a cere un nou vot. Acest lucru a dus la o nouă criză politică, care a fost (temporar) rezolvată printr-un acord mediat de UE, din care partidul Visul Georgian s-a retras ulterior. În luna februarie a anului 2021, Prim-ministrul Giorgi Gakharia a demisionat și Irakli Garibashvili a devenit din nou Prim-ministru.
De la invazia rusă în Ucraina din anul 2022, Georgia a fost pe primul loc pe lista țărilor către care au plecat exilați ruși după începutul războiului; rușii pot sta în Georgia cel puțin un an fără viză, deși mulți georgieni văd prezența mai multor cetățeni ruși în Georgia ca un risc de securitate.
La data de 7 martie 2023, Parlamentul Georgiei, condus de coaliția Visul Georgian, a încercat să adopte Legea privind transparența influenței străine, care cere Organizațiilor Non-Guvernamentale (ONG) să se înregistreze ca „agenți ai influenței străine” dacă peste 20% din finanțarea lor provine din sprijin extern. Adoptarea proiectului de lege a dus la proteste severe și critici din partea Departamentului de Stat al SUA, a Națiunilor Unite și a Uniunii Europene, ceea ce a condus la încetarea discuțiilor ulterioare pe tema proiectului de lege. La data de 3 aprilie 2024, Parlamentul Georgiei a anunțat proiectul unei legi similare, numită Proiectul de Lege privind transparența influenței străine, conducând la proteste și mai mari. Proiectul de lege a fost descris de opoziție și protestatari drept „legea rusă”, referindu-se la legea rusească privind agenții străini. Aproximativ 50.000 de oameni s-au alăturat protestelor împotriva legii, pe care o descriu drept „în stilul Kremlinului” și o amenințare la adresa democrației și libertății de exprimare.

## Geografie
Georgia este o țară muntoasă situată aproape în întregime în Caucazul de Sud, în timp ce unele porțiuni ale țării sunt situate la nord de Liniile de împărțire a apelor din Caucaz în Caucazul de Nord. Țara se află între latitudinile 41° și 44° N și longitudinile 40° și 47° E, având o suprafață de 67.900 km². Lanțul montan Likhi împarte țara în jumătățile estică și vestică. Istoric, partea vestică a Georgiei era cunoscută sub numele de Colchis, în timp ce platoul estic era numit Iberia.
Lanțul muntos Caucazul Mare formează granița nordică a Georgiei. Principalele drumuri prin lanțul muntos către teritoriul rus trec prin Tunelul Roki între Shida Kartliși Osetia de Nord și prin Defileul Darial (în regiunea georgiană Khevi). Partea sudică a țării este delimitată de Munții Caucazul Mic. Lanțul muntos Caucazul Mare este mult mai înalt decât Munții Caucazul Mic, cu cele mai înalte vârfuri ridicându-se la peste 5.000 de metri deasupra nivelului mării.
Cel mai înalt munte din Georgia este Muntele Shkhara, cu o altitudine de 5.203 metri, iar al doilea cel mai înalt este Muntele Janga, cu o altitudine de 5.059 metri deasupra nivelului mării. Alte vârfuri proeminente includ Muntele Kazbek, cu 5.047 metri, Vârful Shota Rustaveli, cu 4.960 metri, Tetnuldi, cu 4.858 metri, Ushba, cu 4.700 metri, și Ailama, cu 4.547 metri. Dintre vârfurile menționate, doar Kazbek are origine vulcanică. Regiunea dintre Kazbek și Shkhara (o distanță de aproximativ 200 km de-a lungul Lanțului Principal Caucazian) este dominată de numeroși ghețari.
Termenul de Munții Caucazului Mic este adesea folosit pentru a descrie zonele muntoase (de înaltă altitudine) din sudul Georgiei, care sunt legate de Lanțul Muntos Caucazul Mare prin Lanțul Likhi. Regiunea generală poate fi caracterizată ca fiind alcătuită din diverse lanțuri muntoase interconectate (în mare parte de origine vulcanică) și platouri care nu depășesc 3.400 metri în altitudine. Caracteristicile proeminente ale zonei includ Platoul Vulcanic Javakheti, lacurile Tabatskuri și Paravani, precum și izvoarele minerale și termale. Două râuri majore în Georgia sunt Rioni și Mtkvari.

### Topografie
Peisajul din interiorul granițelor țării este foarte variat. Peisajul din vestul Georgiei variază de la păduri mlăștinoase de șes, mlaștini și păduri tropicale temperate la zăpezi eterne și ghețari, în timp ce partea de est a țării include chiar și un mic segment de câmpii semi-aride.
O mare parte din habitatul natural din zonele joase ale vestului Georgiei a dispărut în ultimii 100 de ani din cauza dezvoltării agricole a terenurilor și urbanizării. Majoritatea pădurilor care acopereau Câmpia Colchis sunt acum practic inexistente, cu excepția regiunilor incluse în parcurile naționale și rezervațiile (de exemplu, zona Lacului Paliastomi). În prezent, acoperirea forestieră se menține în general în afara zonelor joase și este situată în principal de-a lungul dealurilor și munților. Pădurile din vestul Georgiei constau în principal din copaci foioși sub 600 de metri altitudine și conțin specii precum stejar, carpen, fag, ulm, frasin și castan. Specii sempervirescente precum bârcoacele pot fi găsite în multe zone. Aproximativ 1000 din toate cele 4000 de plante superioare din Georgia sunt endemice acestei țări.
Versanții centrali-vestici ai lanțului Meskheti din Ajaria, precum și mai multe locații din Samegrelo și Abhazia sunt acoperiți de păduri temperate de ploaie. Între 600 și 1.000 de metri (1.969–3.281 ft) deasupra nivelului mării, pădurea de foioase devine mixtă, cu specii atât de foioase, cât și de conifere care alcătuiesc flora. Zona este formată în principal din păduri de fag, molid și brad. De la 1.500 la 1.800 de metri (4.921–5.906 ft), pădurea devine în mare parte coniferă. Linia arborilor se termină în general la aproximativ 1.800 de metri (5.906 ft) și zona alpină preia, extinzându-se în majoritatea zonelor până la o altitudine de 3.000 de metri (9.843 ft) deasupra nivelului mării.
Peisajul Georgiei de Est este considerabil diferit de cel din vest, deși, la fel ca în câmpia Colchis din vest, aproape toate zonele joase din estul Georgiei, inclusiv câmpiile râurilor Mtkvari și Alazani, au fost defrișate pentru scopuri agricole. Peisajul general al Georgiei de Est cuprinde numeroase văi și defilee separate de munți. Spre deosebire de vestul Georgiei, aproape 85% din pădurile regiunii sunt de foioase. Pădurile de conifere domină doar în defileul Borjomi și în zonele extreme vestice. Dintre speciile de foioase, fagul, stejarul și carpenul domină. Alte specii de foioase includ mai multe varietăți de arțar, plop tremurător, frasin și alun.
La altitudini mai mari de 1.000 de metri (3.281 ft) deasupra nivelului mării (în special în regiunile Tusheti, Khevsureti și Khevi), pădurile de pin și mesteacăn domină. În general, pădurile din estul Georgiei se găsesc între 500 și 2.000 de metri (1.640–6.562 ft) deasupra nivelului mării, cu zona alpină extinzându-se de la 2.000–2.300 până la 3.000–3.500 de metri (6.562–7.546 până la 9.843–11.483 ft). Singurele păduri mari rămase în zonele joase se află în Valea Alazani din Kakheti.

### Climat
Clima Georgiei este extrem de diversă, având în vedere dimensiunea mică a țării. Există două zone climatice principale, corespunzătoare aproximativ părților estice și vestice ale țării. Lanțul muntos al Caucazului Mare joacă un rol important în moderarea climei Georgiei și protejează națiunea de pătrunderea maselor de aer mai reci din nord. Munții Caucazului Mic protejează parțial regiunea de influența maselor de aer uscat și fierbinte din sud.
O mare parte din vestul Georgiei se află în periferia nordică a zonei subtropicale umede, cu precipitații anuale variind între 1.000–2.500 mm (39–98 in), atingând un maxim în lunile de toamnă. Clima regiunii variază semnificativ cu altitudinea și, în timp ce multe dintre zonele joase din vestul Georgiei sunt relativ calde pe tot parcursul anului, dealurile și zonele muntoase (inclusiv Munții Caucazului Mare și Mic) se confruntă cu veri răcoroase și umede și ierni cu zăpadă (stratul de zăpadă depășește adesea 2 metri sau 6 picioare și 7 inci în multe regiuni).
Georgia de Est are un climat de tranziție de la subtropical umed la continental. Modelele meteorologice ale regiunii sunt influențate atât de masele de aer uscat din Caspica din est, cât și de masele de aer umed din Marea Neagră din vest. Pătrunderea maselor de aer umed din Marea Neagră este adesea blocată de lanțurile muntoase (Likhi și Meskheti) care separă părțile estice și vestice ale națiunii. Perioadele cele mai ploioase apar în general primăvara și toamna, în timp ce lunile de iarnă și vară tind să fie cele mai uscate. O mare parte din estul Georgiei se confruntă cu veri fierbinți (în special în zonele joase) și ierni relativ reci. Ca și în părțile vestice ale națiunii, altitudinea joacă un rol important în estul Georgiei, unde condițiile climatice de la peste 1.500 de metri (4.921 ft) sunt considerabil mai reci decât în zonele joase.

### Biodiversitate
Datorită diversității peisagistice ridicate și latitudinii joase, Georgia găzduiește aproximativ 5.601 specii de animale, inclusiv 648 specii de vertebrate (mai mult de 1% din speciile găsite la nivel mondial) și multe dintre aceste specii sunt endemice. Un număr de carnivore mari trăiesc în păduri, precum urșii bruni, lupii, râșii și leopardul caucazian. Fazanul comun (cunoscut și ca fazanul colchic) este o pasăre endemică din Georgia, care a fost larg introdusă în restul lumii ca pasăre de vânat importantă. Numărul speciilor de nevertebrate este considerat a fi foarte mare, dar datele sunt distribuite într-un număr mare de publicații. Lista de păianjeni din Georgia, de exemplu, include 501 specii. Râul Rioni poate găzdui o populație de reproducere a sturionului bastard, specie critic periclitată.
Puțin mai mult de 6.500 de specii de fungi, inclusiv specii licheniforme, au fost înregistrate în Georgia, dar acest număr este departe de a fi complet. Numărul total real de specii de fungi din Georgia, inclusiv speciile încă neînregistrate, este probabil mult mai mare, având în vedere estimarea general acceptată că doar aproximativ șapte la sută din toți fungii la nivel mondial au fost descoperiți până acum. Deși cantitatea de informații disponibile este încă foarte mică, un prim efort a fost făcut pentru a estima numărul speciilor de fungi endemici din Georgia, și 2.595 de specii au fost identificate provizoriu ca posibili endemici ai țării. 1.729 de specii de plante au fost înregistrate în Georgia în asociere cu fungi. Conform Uniunii Internaționale pentru Conservarea Naturii, există 4.300 de specii de plante vasculare în Georgia.
Georgia găzduiește patru ecoregiuni: păduri mixte caucaziene, păduri de foioase Euxine-Colchic, stepa montană anatoliană de est și deșertul și stepa cu arbuști din Azerbaidjan. În 2018, a avut un scor mediu al Indicelui de Integritate a Peisajului Forestier de 7,79/10, clasându-se pe locul 31 la nivel global din 172 de țări.

### Mhare
Georgia este împărțită în 12 mhare, 53 de orașe și 2 republici autonome, din care una și-a proclamat unilateral independența.
| Număr              | Regiune                                            | Capitala    |
| ------------------ | -------------------------------------------------- | ----------- |
| 1                  | Abhazia (declarată republică independentă în 1991) | Suhumi      |
| 2                  | Megrelia-Svaneția Superioară                       | Zugdidi     |
| 3                  | Guria                                              | Ozurgeti    |
| 4                  | Adjaria                                            | Batumi      |
| 5                  | Racia-Lecihumi și Svaneția Inferioară              | Ambrolauri  |
| 6                  | Imereția                                           | Kutaisi     |
| 7                  | Samțhe-Javaheti                                    | Akhaltsikhe |
| 8                  | Kartli Interior                                    | Gori        |
| 9                  | Mțheta-Mtianeti                                    | Mțheta      |
| 10                 | Kartli Inferior                                    | Rustavi     |
| 11                 | Kaheția                                            | Telavi      |
| 12                 | Tbilisi                                            | Tbilisi     |
| Regiunile Georgiei |                                                    |             |

- Republici autonome: Abhazia (declarată independentă), Adjaria.
- Orașe: Batumi, Chiatura, Gori, Kutaisi, Pițunda, Poti, Rustavi, Suhumi, Tbilisi, Tq'ibuli, Tsq'altubo, Țhinvali.
- Comune: Abasha, Adigeni, Akhalgora, Akhaltsikhe, Akhmeta, Ambrolauri, Aspindza, Baghdati, Bolnisi, Borjomi, Chkhorotsq'u, Chokhatauri, Dedoplistsq'aro, Dmanisi, Dusheti, Gardabani, Gurjaani, Java, Kareli, Kaspi, Kharagauli, Khashuri, Khobi, Khoni, Lagodekhi, Lanchkhuti, Lentekhi, Marneuli, Martvili, Mestia, Mtskheta, Ninotsminda, Oni, Ozurgeti, Q'azbegi, Q'vareli, Sachkhere, Sagarejo, Samtredia, Senaki, Sighnaghi, Telavi, Terjola, Tetritsq'aro, Tianeti, Tsageri, Tsalenjikha, Tsalka, Vani, Zestaponi, Zugdidi.

## Guvern și Politică
Georgia este o republică parlamentară democratică reprezentativă, având Președintele ca șef de stat, în mare parte ceremonial, și Prim-ministrul ca șef al guvernului. Ramura executivă a puterii este formată din Cabinetul Georgiei. Cabinetul este compus din miniștri, condus de Prim-ministru, și numit de Parlament. Salome Zurabișvili este actualul Președinte al Georgiei, după ce a câștigat 59,52% din voturi în alegerile prezidențiale georgiene din 2018. Din februarie 2021, Irakli Garibașvili este prim-ministrul Georgiei.
Autoritatea legislativă este învestită în Parlamentul Georgiei. Acesta este unicameral și are 150 de membri, cunoscuți ca deputați, dintre care 30 sunt aleși prin pluralitate pentru a reprezenta districte uninominale, iar 120 sunt aleși pentru a reprezenta partide prin reprezentare proporțională. Membrii parlamentului sunt aleși pentru mandate de patru ani.
Există opinii diferite cu privire la gradul de libertate politică din Georgia. Saakașvili credea în 2008 că țara este "pe drumul de a deveni o democrație europeană." În raportul său din 2022, Freedom House listează Georgia ca o țară parțial liberă, recunoscând un traseu de îmbunătățire democratică în jurul transferului de putere din 2012–13, dar observând un regres treptat în anii următori. În raportul său Indicele Democrației 2021, Economist Intelligence Unit clasifică Georgia ca un regim hibrid, care este peste pragul pentru un regim autoritar, dar sub pragul necesar pentru a fi clasificat ca o democrație defectuoasă.

### Relații externe
Orientarea explicită a Georgiei către vest, adâncirea legăturilor politice cu SUA și Uniunea Europeană, în special prin aspirațiile sale de aderare la UE și NATO, programul american de asistență militară Train and Equip și construirea conductei Baku-Tbilisi-Ceyhan, au tensionat tot mai mult relațiile Tbilisiului cu Moscova la începutul anilor 2000. Decizia Georgiei de a-și spori prezența în forțele coaliției din Irak a fost o inițiativă importantă. Uniunea Europeană a identificat Georgia ca un membru potențial, iar Georgia a urmărit aderarea.
Georgia lucrează în prezent pentru a deveni membru cu drepturi depline al NATO. În august 2004, Planul de Acțiune pentru Parteneriat Individual al Georgiei a fost prezentat oficial NATO. La 29 octombrie 2004, Consiliul Nord-Atlantic al NATO a aprobat Planul de Acțiune pentru Parteneriat Individual (IPAP) al Georgiei, iar Georgia a trecut la a doua etapă a integrării euro-atlantice. În 2005, a intrat în vigoare acordul privind numirea unui ofițer de legătură pentru Parteneriatul pentru Pace (PfP) între Georgia și NATO, prin care un ofițer de legătură pentru Caucazul de Sud a fost desemnat în Georgia. La 2 martie 2005, a fost semnat acordul privind furnizarea de suport național și tranzitul forțelor și personalului NATO. În perioada 6-9 martie 2006, echipa de evaluare interimară a implementării IPAP a sosit la Tbilisi. La 13 aprilie 2006, la Sediul NATO a avut loc discuția raportului de evaluare privind implementarea Planului de Acțiune pentru Parteneriat Individual în formatul 26+1. În 2009, Consiliul Interparlamentar Georgia-NATO a fost creat în cadrul Adunării Parlamentare a NATO pentru a organiza întâlniri bianuale pentru a discuta toate aspectele cooperării Georgia-NATO. Majoritatea georgienilor și politicienilor din Georgia susțin eforturile pentru aderarea la NATO.
În anul 2011, Consiliul Nord-Atlantic a desemnat Georgia ca fiind o „țară aspirantă”. Din 2014, relațiile Georgia-NATO sunt ghidate de Pachetul Substanțial NATO-Georgia (SNGP), care include Centrul NATO-Georgia de Instruire și Evaluare Comună și facilitarea exercițiilor militare multinaționale și regionale.
În luna septembrie a anului 2019, ministrul rus de externe, Serghei Lavrov, a declarat că „apropierea NATO de granițele noastre reprezintă o amenințare pentru Rusia.” El a fost citat spunând că dacă NATO acceptă aderarea Georgiei, cu articolul privind apărarea colectivă acoperind doar teritoriul administrat de Tbilisi (adică excluzând teritoriile georgiene Abhazia și Osetia de Sud, ambele fiind în prezent republici separatiste nerecunoscute, susținute de Rusia), „nu vom începe un război, dar un astfel de comportament va submina relațiile noastre cu NATO și cu țările care doresc să intre în alianță.”
George W. Bush a devenit primul președinte american în funcție care a vizitat țara. Strada care duce la Aeroportul Internațional Tbilisi a fost de atunci numită Bulevardul George W. Bush. La 2 octombrie 2006, Georgia și Uniunea Europeană au semnat o declarație comună privind textul convenit al Planului de Acțiune Georgia-Uniunea Europeană în cadrul Politicii Europene de Vecinătate (PEV). Planul de Acțiune a fost aprobat oficial la sesiunea Consiliului de Cooperare UE-Georgia din 14 noiembrie 2006, la Bruxelles. În iunie 2014, UE și Georgia au semnat un Acord de Asociere, care a intrat în vigoare la 1 iulie 2016. La 13 decembrie 2016, UE și Georgia au ajuns la un acord privind liberalizarea vizelor pentru cetățenii georgieni. La 27 februarie 2017, Consiliul a adoptat un regulament privind liberalizarea vizelor pentru georgienii care călătoresc în UE pentru o perioadă de ședere de 90 de zile în orice perioadă de 180 de zile.
Georgia a solicitat aderarea la UE la 3 martie 2022, la scurt timp după începutul invaziei ruse în Ucraina din 2022.
La data de 14 decembrie a anului 2023, Georgia a obținut statutul de candidat la aderarea la UE de către Consiliul European. Charles Michel a declarat că „UECO a acordat statutul de candidat Georgiei și că consiliul a decis să deschidă negocierile de aderare cu Ucraina și Moldova.” Georgia este în prezent candidat la aderarea la UE.

### Armata
Armata Georgiei este organizată în forțe terestre și aeriene, cunoscute colectiv sub numele de Forțele de Apărare ale Georgiei (GDF). Misiunea și funcțiile GDF sunt bazate pe Constituția Georgiei, Legea Apărării din Georgia și Strategia Națională Militară, precum și pe acordurile internaționale la care Georgia este semnatară. În 2021, bugetul militar al Georgiei era de 900₾ (280 milioane dolari), din care aproximativ două treimi erau alocate pentru menținerea pregătirii și dezvoltării capacității forțelor de apărare. După obținerea independenței față de Uniunea Sovietică, Georgia a început să își dezvolte propria industrie militară, în principal prin intermediul companiei de stat STC Delta. Țara produce o gamă variată de echipamente militare indigene, inclusiv vehicule blindate, sisteme de artilerie, sisteme de aviație, echipamente de protecție personală și arme de calibru mic.
Personalul militar georgian a servit în mai multe operațiuni internaționale. În perioadele ulterioare ale războiului din Irak, Georgia avea până la 2.000 de soldați servind în Forța Multinațională condusă de americani. Georgia a participat, de asemenea, în Forța Internațională de Asistență pentru Securitate condusă de NATO în Afganistan; cu 1.560 de trupe în 2013, era la acea vreme cel mai mare contributor dintre țările non-NATO și în termeni per capita. Peste 11.000 de soldați georgieni au rotat prin Afganistan pe parcursul războiului, dintre care 32 au fost uciși, majoritatea în timpul campaniei din Helmand, și 435 au fost răniți, inclusiv 35 de amputați.

### Aplicarea legii
Ministerul Afacerilor Interne din Georgia este responsabil de aplicarea legii interne. În ultimii ani, Departamentul de Poliție Rutieră al Ministerului Afacerilor Interne din Georgia a suferit o transformare radicală, poliția preluând acum multe dintre sarcinile anterior îndeplinite de agenții guvernamentale independente dedicate. Noile sarcini îndeplinite de poliție includ securitatea frontierelor, funcțiile vamale și furnizarea de servicii de securitate contractate; ultima funcție este realizată de „poliția de securitate” dedicată.
În 2005, președintele Miheil Saakașvili a concediat întreaga forță de poliție rutieră (numărând aproximativ 30.000 de ofițeri de poliție) a Poliției Naționale Georgiene din cauza corupției. Ulterior, o nouă forță a fost construită în jurul noilor recruți. Biroul de Afaceri Internaționale pentru Narcotice și Aplicarea Legii al Departamentului de Stat al SUA a oferit asistență eforturilor de instruire și continuă să acționeze în calitate de consilier.
Noua forță 'Patruli' a fost introdusă pentru prima dată în vara anului 2005 pentru a înlocui poliția rutieră, o forță acuzată de corupție generalizată. Poliția a introdus un serviciu de urgență 0–2–2 (în prezent, 1–1–2) în 2004.

### Corupție
Înainte de Revoluția Trandafirilor, Georgia se număra printre cele mai corupte țări din lume. Cu toate acestea, în urma reformelor aduse de revoluția pașnică, corupția din țară a scăzut dramatic. În 2010, Transparency International (TI) a numit Georgia „cel mai bun combatant al corupției din lume.” În 2012, Banca Mondială a descris Georgia ca fiind un „succes unic” în lupta împotriva corupției, menționând că „experiența Georgiei arată că ciclul vicios al corupției endemice poate fi rupt și, cu reforme adecvate și decisive, poate fi transformat într-un ciclu virtuos.”
Deși Georgia a avut un mare succes în reducerea formelor evidente de corupție, alte practici corupte mai subtile au fost observate. De exemplu, în raportul său din 2017, Consiliul Europei a observat că, deși majoritatea corupției de zi cu zi a fost eliminată, există unele indicii ale unui „sistem clientelar” prin care conducerea țării poate aloca resurse în moduri care generează loialitatea și sprijinul necesar pentru a rămâne la putere. Potrivit Transparency International, din 2012 se poate observa o stagnare a eforturilor de combatere a corupției. Din 2016, indicele de percepție a corupției al Transparency International variază în jurul valorii de 56 din 100 de puncte. În comparație, aceasta plasează Georgia în primele 50 de țări din 180, alături de statele membre ale UE din Europa Centrală și Mediteraneană.

### Drepturile omului și libertatea
Drepturile omului în Georgia sunt garantate de constituția țării. Există un apărător public independent al drepturilor omului, ales de Parlamentul Georgiei, pentru a asigura respectarea acestor drepturi.
Guvernul a fost criticat pentru presupusa utilizare a forței excesive pe 26 mai 2011, când a dispersat protestatarii conduși de Nino Burjanadze, printre alții, cu gaze lacrimogene și gloanțe de cauciuc, după ce aceștia au refuzat să elibereze Bulevardul Rustaveli pentru o paradă de ziua independenței, în ciuda expirării permisului lor de demonstrație și a ofertei de a alege un loc alternativ. În timp ce activiștii pentru drepturile omului susțineau că protestele erau pașnice, guvernul a subliniat că mulți protestatari erau mascați și înarmați cu bețe grele și cocktailuri Molotov. Liderul opoziției georgiene, Nino Burjanadze, a spus că acuzațiile de planificare a unei lovituri de stat erau nefondate și că acțiunile protestatarilor erau legitime.
De la independență, Georgia a menținut politici dure împotriva drogurilor, acordând pedepse lungi chiar și pentru consumul de marijuana. Acest lucru a fost criticat de activiștii pentru drepturile omului și a dus la proteste. În răspuns la procesele intentate de organizațiile societății civile, în 2018, Curtea Constituțională a Georgiei a decis că "consumul de marijuana este o acțiune protejată de dreptul la liberă personalitate" și că "[Marijuana] poate dăuna doar sănătății utilizatorului, făcând ca acel utilizator să fie singurul responsabil pentru rezultat. Responsabilitatea pentru astfel de acțiuni nu provoacă consecințe periculoase pentru public." Prin această decizie, Georgia a devenit una dintre primele țări din lume care a legalizat cannabisul, deși utilizarea drogului în prezența copiilor este în continuare ilegală și sancționată cu amenzi sau închisoare.

### Divizii administrative
Georgia este administrativ împărțită în 9 regiuni, 1 regiune a capitalei și 2 republici autonome. Acestea sunt subdivizate în 67 de districte și 5 orașe cu autoguvernare.
Georgia conține două regiuni autonome oficiale, dintre care una și-a declarat independența. Oficial autonome în cadrul Georgiei, regiunea de facto independentă Abhazia și-a declarat independența în 1999. În plus, un alt teritoriu, neoficial autonom, și-a declarat, de asemenea, independența. Osetia de Sud este cunoscută oficial în Georgia sub denumirea de regiunea Tskhinvali, deoarece denumirea „Osetia de Sud” implică legături politice cu Osetia de Nord din Rusia. A fost numită Regiunea Autonomă Osetia de Sud când Georgia făcea parte din Uniunea Sovietică. Statutul său autonom a fost revocat în 1990. De facto separată de la independența Georgiei, s-au făcut oferte pentru a oferi din nou autonomie Osetiei de Sud, dar în 2006 un referendum nerecunoscut în zonă a rezultat într-un vot pentru independență.
În ambele regiuni, Abhazia și Osetia de Sud, un număr mare de oameni au primit pașapoarte rusești, uneori printr-un proces de forțare a obținerii pașaportului de către autoritățile ruse. Acest lucru a fost folosit ca justificare pentru invazia rusă a Georgiei în timpul războiului din Osetia de Sud din 2008, după care Rusia a recunoscut independența regiunii. Georgia consideră aceste regiuni ca fiind ocupate de Rusia. Cele două republici autodeclarate au obținut o recunoaștere internațională limitată după războiul ruso-georgian din 2008. Majoritatea țărilor consideră regiunile ca fiind teritorii georgiene sub ocupație rusă.
| Regiune                           | Capitală    | Zonă (km2) | Populație  | Densitate |
| --------------------------------- | ----------- | ---------- | ---------- | --------- |
| Abkhazia                          | Sukhumi     | 8,660      | 242,862est | 28.04     |
| Adjara                            | Batumi      | 2,880      | 333,953    | 115.95    |
| Guria                             | Ozurgeti    | 2,033      | 113,350    | 55.75     |
| Imereti                           | Kutaisi     | 6,475      | 533,906    | 82.45     |
| Kakheti                           | Telavi      | 11,311     | 318,583    | 28.16     |
| Kvemo Kartli                      | Rustavi     | 6,072      | 423,986    | 69.82     |
| Mtskheta-Mtianeti                 | Mtskheta    | 6,786      | 94,573     | 13.93     |
| Racha-Lechkhumi and Kvemo Svaneti | Ambrolauri  | 4,990      | 32,089     | 6.43      |
| Samegrelo-Zemo Svaneti            | Zugdidi     | 7,440      | 330,761    | 44.45     |
| Samtskhe-Javakheti                | Akhaltsikhe | 6,413      | 160,504    | 25.02     |
| Shida Kartli                      | Gori        | 5,729      | 300,382est | 52.43     |
| Tbilisi                           | Tbilisi     | 720        | 1,108,717  | 1,539.88  |

## Economie
Georgia
     Țări cu care Georgia a semnat Acordul de Liber Schimb (ALS)
     Țări cu care Georgia are scheme generale de preferințe (GSP)
Cercetările arheologice demonstrează că Georgia a fost implicată în comerț cu multe țări și imperii încă din vremuri străvechi, în mare parte datorită locației sale la Marea Neagră și, ulterior, pe Drumul Mătăsii. Aurul, argintul, cuprul și fierul au fost extrase din Munții Caucaz. Producția de vin în Georgia este o tradiție foarte veche și un sector important al economiei țării. Georgia dispune de resurse hidroelectrice considerabile. De-a lungul istoriei moderne a Georgiei, agricultura și turismul au fost sectoare economice principale, datorită climei și topografiei țării.
În mare parte a secolului al XX-lea, economia Georgiei a urmat modelul sovietic de economie planificată. După prăbușirea URSS în 1991, Georgia a început o reformă structurală majoră, menită să facă tranziția către o economie de piață liberă. Ca și în cazul tuturor celorlalte state post-sovietice, Georgia a trecut printr-o prăbușire economică severă. Războiul civil și conflictele militare din Osetia de Sud și Abhazia au agravat criza. Producția agricolă și industrială a scăzut. Până în 1994, produsul intern brut s-a redus la un sfert din cel din 1989.
De la începutul secolului XXI, au fost observate evoluții economice pozitive vizibile în Georgia. În 2007, rata reală de creștere a PIB-ului Georgiei a atins 12%, făcând din Georgia una dintre economiile cu cea mai rapidă creștere din Europa de Est. Georgia a devenit mai integrată în rețeaua comercială globală: importurile și exporturile sale din 2015 au reprezentat 50% și respectiv 21% din PIB. Principalele importuri ale Georgiei sunt vehicule, minereuri, combustibili fosili și produse farmaceutice. Principalele exporturi sunt minereuri, feroaliaje, vehicule, vinuri, ape minerale și îngrășăminte. Banca Mondială a numit Georgia „reformatorul economic numărul unu din lume”, deoarece într-un an a urcat de pe locul 112 pe locul 18 în ceea ce privește ușurința de a face afaceri, iar până în 2020 și-a îmbunătățit poziția pe locul 6 în lume. Începând cu 2021, ocupa locul 12 în lume pentru libertatea economică. În 2019, Georgia ocupa locul 61 în Indexul Dezvoltării Umane (IDU). Între 2000 și 2019, scorul IDU al Georgiei a crescut cu 17,7%. Dintre factorii care contribuie la IDU, educația a avut cea mai mare influență pozitivă, Georgia situându-se în primul cincime în termeni de educație.
Georgia se dezvoltă într-un coridor internațional de transport prin porturile Batumi și Poti, linia de cale ferată Baku–Tbilisi–Kars, un oleoduct de la Baku prin Tbilisi până la Ceyhan, oleoductul Baku–Tbilisi–Ceyhan (BTC) și un gazoduct paralel, conducta de gaz din Caucazul de Sud.
De la venirea la putere a administrației Saakașvili, s-au realizat o serie de reforme pentru a îmbunătăți colectarea taxelor. Printre altele, în 2004 a fost introdus un impozit pe venit unitar. Drept rezultat, veniturile bugetare au crescut de patru ori și un deficit bugetar mare s-a transformat într-un excedent.
În 2001, 54% din populație trăia sub pragul național al sărăciei, dar până în 2006 sărăcia a scăzut la 34%, iar până în 2015 la 10,1%. În 2015, venitul mediu lunar al unei gospodării era de 1.022,3₾ (aproximativ 426$). Calculele din 2015 plasează PIB-ul nominal al Georgiei la 13,98 miliarde USD. Economia Georgiei devine din ce în ce mai orientată către servicii (începând din 2016, reprezentând 59,4% din PIB), îndepărtându-se de sectorul agricol (6,1%). Din 2014, rata șomajului a scăzut treptat în fiecare an, dar a rămas la niveluri cu două cifre și s-a agravat în timpul pandemiei de COVID-19. O percepție de stagnare economică a condus la un sondaj din 2019, în care 1.500 de respondenți au considerat șomajul ca fiind o problemă semnificativă, 73% dintre aceștia raportând că venitul lor a scăzut în ultimul an.
Infrastructura de telecomunicații a Georgiei este clasificată ultima dintre vecinii săi în Indexul de Pregătire în Rețea al Forumului Economic Mondial (NRI) – un indicator pentru determinarea nivelului de dezvoltare al tehnologiilor informaționale și de comunicații dintr-o țară. Georgia s-a clasat pe locul 58 în clasamentul NRI din 2016, în creștere de pe locul 60 în 2015. Georgia a fost clasată pe locul 65 în Indexul Global al Inovației din 2023, în scădere de pe locul 48 în 2019.

### Turism
Turismul reprezintă o parte din ce în ce mai semnificativă a economiei Georgiei. În 2016, 2.714.773 de turiști au adus aproximativ 2,16 miliarde USD în țară. În 2019, numărul sosirilor internaționale a atins un record de 9,3 milioane de persoane, iar veniturile din schimburi valutare în primele trei trimestre ale anului au însumat peste 3 miliarde USD. Țara își propune să găzduiască 11 milioane de vizitatori până în 2025, cu venituri anuale atingând 6,6 miliarde USD. Potrivit guvernului, există 103 stațiuni în diferite zone climatice din Georgia. Atracțiile turistice includ mai mult de 2.000 de izvoare minerale, peste 12.000 de monumente istorice și culturale, dintre care patru sunt recunoscute ca situri ale Patrimoniului Mondial UNESCO (Catedrala Bagrati din Kutaisi și Mănăstirea Gelati, monumentele istorice din Mtskheta și Svanetiul de Sus). Alte atracții turistice sunt orașul de peșteră Uplistsikhe, Castelul/Biserica Ananuri, Sighnaghi și Muntele Kazbek. În 2018, peste 1,4 milioane de turiști din Rusia au vizitat Georgia.

### Transport
Astăzi, transportul în Georgia este asigurat prin căi ferate, drumuri, feriboturi și transport aerian. Lungimea totală a drumurilor din Georgia, excluzând teritoriile ocupate, este de 21.110 kilometri, iar lungimea căilor ferate este de 1.576 km. Fiind situată în Caucaz și pe coasta Mării Negre, Georgia este o țară cheie prin care trec importurile de energie către Uniunea Europeană din Azerbaidjanul vecin.
În ultimii ani, Georgia a investit sume mari de bani în modernizarea rețelelor sale de transport. Construirea de autostrăzi noi a fost o prioritate și, astfel, orașe mari precum Tbilisi au beneficiat de o îmbunătățire dramatică a calității drumurilor; cu toate acestea, calitatea rutelor interurbane rămâne slabă și până în prezent a fost construită doar o singură autostradă conform standardelor – ს 1 (S1), principala autostradă est-vest care traversează țara.
Căile ferate georgiene reprezintă o arteră de transport importantă pentru Caucaz, deoarece constituie cea mai mare parte a unei rute care leagă Marea Neagră de Marea Caspică. În acest sens, ele au beneficiat în ultimii ani de creșterea exporturilor de energie din Azerbaidjanul vecin către Uniunea Europeană, Ucraina și Turcia. Serviciile de transport de pasageri sunt operate de compania de stat Georgian Railway, în timp ce operațiunile de transport de marfă sunt desfășurate de mai mulți operatori licențiați. Începând din 2004, căile ferate georgiene au trecut printr-un program continuu de reînnoire a flotei și de restructurare managerială, având ca scop eficientizarea și îmbunătățirea confortului pentru pasageri. Dezvoltarea infrastructurii a fost, de asemenea, o prioritate majoră pentru căile ferate, cu așteptări de reorganizare majoră a nodului feroviar principal din Tbilisi în viitorul apropiat. Proiectele adiționale includ și construcția importantei căi ferate Kars–Tbilisi–Baku, care a fost deschisă pe 30 octombrie 2017 și care conectează mare parte din Caucaz cu Turcia printr-o cale ferată cu ecartament standard.
Transportul aerian și maritim se dezvoltă în Georgia, primul fiind folosit în principal de pasageri, iar cel de-al doilea pentru transportul de mărfuri. Georgia are în prezent patru aeroporturi internaționale, cel mai mare dintre acestea fiind de departe Aeroportul Internațional Tbilisi, hub-ul Georgian Airways, care oferă conexiuni către multe orașe mari din Europa. Alte aeroporturi din țară sunt în mare parte subdezvoltate sau lipsesc curse regulate, deși, în ultima vreme, s-au făcut eforturi pentru a rezolva ambele probleme.
Există mai multe porturi maritime de-a lungul coastei georgiene la Marea Neagră, cel mai mare și mai aglomerat fiind Portul Batumi; deși orașul în sine este o stațiune de litoral, portul este un terminal de marfă important în Caucaz și este adesea folosit de Azerbaidjanul vecin ca punct de tranzit pentru livrările de energie către Europa. Serviciile de feriboturi regulate și charter pentru pasageri leagă Georgia de Bulgaria, România, Turcia și Ucraina.

## Demografie
Ca majoritatea popoarelor native din Caucaz, georgienii nu se încadrează în niciuna dintre principalele categorii etnice din Europa sau Asia. Limba georgiană, cea mai răspândită dintre limbile kartveliene, nu este indo-europeană, turcică sau semitică. Națiunea georgiană sau kartveliană de astăzi se crede că a rezultat din fuziunea dintre locuitorii aborigeni, autohtoni, și imigranții care s-au mutat în sudul Caucazului din direcția Anatoliei în antichitatea îndepărtată.
Populația Georgiei era de 3.688.647 de locuitori în 2022, în scădere față de cifra de 3.713.804 de la recensământul anterior din octombrie 2014. Populația a scăzut cu 40.000 de persoane în 2021, o inversare a tendinței de stabilizare din ultimul deceniu și, pentru prima dată de la independență, populația a fost înregistrată la sub 3,7 milioane. Conform recensământului din 2014, georgienii etnici formează aproximativ 86,8% din populație, în timp ce restul includ grupuri etnice precum abhazi, armeni, asirieni, azeri, greci, evrei, kisti, osetini, ruși, ucraineni, yezidi și alții. Evreii georgieni sunt una dintre cele mai vechi comunități evreiești din lume. Conform recensământului din 1926, în Georgia existau 27.728 de evrei. Georgia a fost de asemenea odată casă pentru comunități germane semnificative, numărând 11.394 de persoane conform recensământului din 1926. Majoritatea acestora au fost deportați în timpul celui de-Al Doilea Război Mondial.
Recensământul din 2014, realizat în colaborare cu Fondul Națiunilor Unite pentru Populație (UNFPA), a constatat un deficit de populație de aproximativ 700.000 comparativ cu datele din 2014 de la Biroul Național de Statistică al Georgiei, Geostat, care au fost cumulate pe baza recensământului din 2002. Cercetările ulterioare au estimat că recensământul din 2002 a fost umflat cu 8 până la 9%, ceea ce a afectat estimările anuale actualizate ale populației în anii următori. O explicație oferită de UNFPA este că familiile emigranților au continuat să îi listeze în 2002 ca rezidenți de teama de a nu pierde anumite drepturi sau beneficii. De asemenea, sistemul de înregistrare a populației de la naștere până la moarte nu a funcționat. Abia în jurul anului 2010, părți ale sistemului au devenit din nou fiabile. Cu sprijinul UNFPA, datele demografice pentru perioada 1994–2014 au fost retro-proiectate. Pe baza acelei retro-proiecții, Geostat și-a corectat datele pentru acești ani.
Recensământul din 1989 a înregistrat 341.000 de ruși etnici, adică 6,3% din populație, 52.000 de ucraineni și 100.000 de greci în Georgia. Populația Georgiei, incluzând regiunile separatiste, a scăzut cu mai mult de 1 milion din cauza emigrației nete în perioada 1990–2010. Alți factori ai declinului populației includ deficitele nașteri-deces pentru perioada 1995–2010 și excluderea Abhaziei și Osetiei de Sud din statistici. Rusia a primit de departe cei mai mulți migranți din Georgia. Conform datelor Națiunilor Unite, aceasta a totalizat 625.000 de persoane până în anul 2000, scăzând la 450.000 până în 2019. Inițial, migrația a fost condusă de etnii non-georgiene, dar numărul de georgieni care au emigrat a crescut și el, din cauza războiului, a crizei din anii 1990 și a perspectivelor economice nefavorabile ulterioare. Recensământul rus din 2010 a înregistrat aproximativ 158.000 de georgieni etnici care trăiau în Rusia, cu aproximativ 40.000 trăind în Moscova până în 2014. În 2014, în Georgia erau 184 de mii de imigranți, majoritatea provenind din Rusia (51,6%), Grecia (8,3%), Ucraina (8,11%), Germania (4,3%) și Armenia (3,8%).
La începutul anilor 1990, după dizolvarea Uniunii Sovietice, au izbucnit conflicte separatiste violente în regiunea autonomă Abhazia și în Regiunea Tskhinvali. Mulți osetini care trăiau în Georgia au părăsit țara, în principal spre Osetia de Nord din Rusia. Pe de altă parte, cel puțin 160.000 de georgieni au părăsit Abhazia după izbucnirea ostilităților în 1993. Dintre turcii mesheti care au fost relocați forțat în 1944, doar o mică parte s-a întors în Georgia până în 2008.
Cea mai răspândită familie de limbi este cea kartveliană, care include georgiana, svana, mingreliana și laz. Limba oficială a Georgiei este georgiana, iar abhaza are statut oficial în cadrul regiunii autonome Abhazia. Limba georgiană este limba principală a 87,7% din populație, urmată de azeră cu 6,2%, armeană cu 3,9%, rusă cu 1,2% și alte limbi cu 1%. Limba azeră a fost odată o lingua franca pentru comunicarea între diferitele naționalități care locuiau în Caucazul de Est.
| Tbilisi Batumi | 1  | Tbilisi    | Tbilisi                | 1 108 717 | Kutaisi Rustavi |
| Tbilisi Batumi | 2  | Batumi     | Adjara                 | 152 839   | Kutaisi Rustavi |
| Tbilisi Batumi | 3  | Kutaisi    | Imereti                | 147 635   | Kutaisi Rustavi |
| Tbilisi Batumi | 4  | Rustavi    | Kvemo Kartli           | 125 103   | Kutaisi Rustavi |
| Tbilisi Batumi | 5  | Gori       | Shida Kartli           | 48 143    | Kutaisi Rustavi |
| Tbilisi Batumi | 6  | Zugdidi    | Samegrelo-Zemo Svaneti | 42 998    | Kutaisi Rustavi |
| Tbilisi Batumi | 7  | Poti       | Samegrelo-Zemo Svaneti | 41,465    | Kutaisi Rustavi |
| Tbilisi Batumi | 8  | Sokhumi    | Abkhazia               | 39,100    | Kutaisi Rustavi |
| Tbilisi Batumi | 9  | Khashuri   | Shida Kartli           | 33 627    | Kutaisi Rustavi |
| Tbilisi Batumi | 10 | Tskhinvali | Shida Kartli           | 30,000    | Kutaisi Rustavi |

### Religie
Religiile principale (2014)
     Creștin Ortodox (83,4%)
     Muslim (10,7%)
     Apostolică armeană (2,9%)
     Romano Catolică (0,5%)
     Altele (2,5%)
Astăzi, 83,4% din populație practică creștinismul ortodox răsăritean, majoritatea fiind adepți ai Bisericii Ortodoxe Georgiene. Biserica Ortodoxă Georgiană este una dintre cele mai vechi biserici creștine din lume și susține că a fost fondată de apostolul Andrei. În prima jumătate a secolului al IV-lea, creștinismul a fost adoptat ca religie de stat în Iberia (Georgia de est actuală), în urma activității misionare a Sfintei Nino. Biserica a obținut autocefalia în Evul Mediu timpuriu; a fost abolită în timpul dominației rusești a țării, restaurată în 1917 și recunoscută pe deplin de Patriarhia Ecumenică a Constantinopolului în 1989.
Statutul special al Bisericii Ortodoxe Georgiene este recunoscut oficial în Constituția Georgiei și în Concordatul din 2002, deși instituțiile religioase sunt separate de stat.
Minoritățile religioase din Georgia includ musulmani (10,7%), creștini armeni (2,9%) și romano-catolici (0,5%). 0,7% dintre cei înregistrați la recensământul din 2014 s-au declarat adepți ai altor religii, 1,2% au refuzat sau nu și-au declarat religia și 0,5% au declarat că nu au nicio religie.
Islamul este reprezentat de musulmani șiiți azeri (în sud-est), musulmani sunniți georgieni etnici în Adjaria, precum și de musulmani sunniți care vorbesc limba lază și de turcii mesheti sunniți de-a lungul graniței cu Turcia. În Abhazia, o minoritate a populației abhaze este de asemenea musulmană sunnită. Există și comunități mai mici de musulmani greci (de origine greacă pontică) și musulmani armeni, ambele fiind descendente din convertiți din perioada otomană la islamul turcesc din Anatolia de Est, care s-au stabilit în Georgia după campania caucaziană a lui Lala Mustafa Pașa, care a dus la cucerirea otomană a țării în 1578. Evreii georgieni își urmăresc istoria comunității până în secolul al VI-lea î.Hr., dar din cauza emigrării în Israel, până la începutul anilor 2000 numărul lor s-a redus la câteva mii.
În ciuda lungii istorii de armonie religioasă în Georgia, au existat cazuri de discriminare religioasă și violență împotriva "credințelor netradiționale", cum ar fi Martorii lui Iehova, de către adepții preotului ortodox caterisit Basil Mkalavishvili.
Pe lângă organizațiile religioase tradiționale, Georgia păstrează segmente laice și nereligioase ale societății (0,5%), precum și o parte semnificativă a persoanelor afiliate religios care nu își practică activ credința.

### Educație
Sistemul educațional din Georgia a suferit o modernizare amplă, dar controversată, începând din 2004. Educația în Georgia este obligatorie pentru toți copiii cu vârste cuprinse între 6 și 14 ani. Sistemul școlar este împărțit în trei etape: învățământul primar (șase ani; vârste 6–12), învățământul de bază (trei ani; vârste 12–15) și învățământul secundar (trei ani; vârste 15–18), sau, alternativ, studii vocaționale (doi ani). Accesul la învățământul superior este oferit elevilor care au obținut un certificat de școală secundară. Doar acei elevi care au promovat Examenele Naționale Unificate se pot înscrie într-o instituție de învățământ superior acreditată de stat, pe baza clasamentului scorurilor obținute la examene.
Majoritatea acestor instituții oferă trei niveluri de studiu: un program de licență (trei până la patru ani); un program de masterat (doi ani) și un program de doctorat (trei ani). Există, de asemenea, un program pentru specialiști certificați care reprezintă un program de învățământ superior de un singur nivel și care durează de la trei la șase ani. Începând cu 2016, 75 de instituții de învățământ superior sunt acreditate de Ministerul Educației și Științei din Georgia. Rata brută de înscriere în învățământul primar a fost de 117% pentru perioada 2012–2014, a doua cea mai mare din Europa după Suedia.
Tbilisi a devenit principalul centru al sistemului educațional georgian, în special de la crearea Primei Republici Georgiene în 1918, care a permis înființarea instituțiilor educaționale moderne în limba georgiană. Tbilisi găzduiește mai multe instituții majore de învățământ superior din Georgia, printre care Universitatea de Medicină din Tbilisi, care a fost fondată ca Institutul de Medicină din Tbilisi în 1918, și Universitatea de Stat din Tbilisi (TSU), care a fost înființată în 1918 și rămâne cea mai veche universitate din întreaga regiune a Caucazului. Numărul de cadre didactice și personal la TSU este de aproximativ 5.000, cu peste 35.000 de studenți înscriși. Următoarele patru universități se află, de asemenea, în Tbilisi: Universitatea Tehnică Georgiană, care este principala și cea mai mare universitate tehnică din Georgia, Universitatea din Georgia (Tbilisi), precum și Universitatea Caucaz și Universitatea Liberă din Tbilisi.

## Cultură
Cultura georgiană s-a dezvoltat pe parcursul a mii de ani, având la bază civilizațiile iberică și colchiană. Cultura georgiană a cunoscut o perioadă de renaștere și o epocă de aur a literaturii clasice, artelor, filozofiei, arhitecturii și științei în secolul al XI-lea. Cultura georgiană a fost influențată de Grecia Antică, Imperiul Roman, Imperiul Bizantin, diversele imperii iraniene (în special imperiile Ahemenid, Part, Sassanid, Safavid și Qajar), și, mai târziu, din secolul al XIX-lea, de Imperiul Rus și Uniunea Sovietică.
Această lungă istorie a oferit o narațiune națională care cuprinde păstrarea cu succes a unei culturi și identități unice într-un teritoriu constant, în ciuda presiunilor externe. Creștinismul și limba georgiană sunt identificatori naționali deosebit de importanți. Aceste atribute culturale, religioase și mai târziu politice sunt asociate cu o identitate europeană și occidentală, bazată pe o percepție națională a acestor atribute care contrastează cu puterile înconjurătoare. Această autoidentitate este mai puternică în rândul populației etnice georgiene dominante decât în grupurile minoritare din țară.
Georgia este cunoscută pentru folclorul său, muzica tradițională, dansurile, teatrul, cinematografia și arta sa. Pictori notabili din secolul al XX-lea includ Niko Pirosmani, Lado Gudiashvili și Elene Akhvlediani; coregrafi de balet notabili includ George Balanchine, Vakhtang Chabukiani și Nino Ananiashvili; poeți notabili includ Galaktion Tabidze, Lado Asatiani și Mukhran Machavariani; iar regizori de teatru și film notabili includ Robert Sturua, Tengiz Abuladze, Giorgi Danelia și Otar Ioseliani.

### Arhitectură și artă
Arhitectura georgiană a fost influențată de multe civilizații. Există mai multe stiluri arhitecturale pentru castele, turnuri, fortificații și biserici. Fortificațiile din Svanetiul de Sus și orașul fortificat Shatili din Khevsureti sunt câteva dintre cele mai remarcabile exemple de arhitectură medievală de castel georgian. Alte caracteristici arhitecturale notabile ale Georgiei includ Bulevardul Rustaveli din Tbilisi și cartierul Vechiului Oraș.
Arta ecleziastică georgiană este unul dintre cele mai notabile aspecte ale arhitecturii creștine georgiene, care combină stilul clasic al domului cu stilul original al bazilicii, formând ceea ce este cunoscut sub numele de stilul cu cruce-dom georgian. Arhitectura cu cruce-dom s-a dezvoltat în Georgia în timpul secolului al IX-lea; înainte de aceasta, majoritatea bisericilor georgiene erau bazilici. Alte exemple de arhitectură ecleziastică georgiană pot fi găsite și în afara Georgiei: Mănăstirea Bachkovo din Bulgaria (construită în 1083 de comandantul militar georgian Grigorii Bakuriani), mănăstirea Iviron din Grecia (construită de georgieni în secolul al X-lea) și Mănăstirea Crucii din Ierusalim (construită de georgieni în secolul al IX-lea). Unul dintre cei mai faimoși artiști georgieni de la sfârșitul secolului al XIX-lea și începutul secolului al XX-lea a fost pictorul primitivist Niko Pirosmani.

### Literatură
Limba georgiană și literatura georgiană clasică a poetului Șota Rustaveli au fost revitalizate în secolul al XIX-lea, după o lungă perioadă de tulburări, punând bazele romantismului și ale romancierilor din epoca modernă, precum Grigol Orbeliani, Nikoloz Baratashvili, Ilia Chavchavadze, Akaki Tsereteli și Vazha-Pshavela. Limba georgiană este scrisă în trei alfabete unice care, conform relatărilor tradiționale, au fost inventate de regele Pharnavaz I al Iberiei în secolul al III-lea î.Hr.

### Media
Televiziunea, revistele și ziarele din Georgia sunt operate atât de corporații de stat, cât și de corporații cu scop lucrativ, care depind de venituri din publicitate, abonamente și alte vânzări. Constituția Georgiei garantează libertatea de exprimare. Mediul de televiziune din Georgia rămâne cel mai liber și diversificat din Caucazul de Sud, chiar dacă politicizarea și polarizarea pe termen lung au afectat acest sector.

### Muzică
Georgia are o tradiție muzicală antică, cunoscută în special pentru dezvoltarea timpurie a polifoniei. Polifonia georgiană se bazează pe trei părți vocale, un sistem de acordaj unic bazat pe cvinte perfecte și o structură armonică bogată în cvinte paralele și disonanțe. În Georgia s-au dezvoltat trei tipuri de polifonie: o versiune complexă în Svaneti, un dialog pe un fundal de bas în regiunea Kakheti și o versiune improvizată parțial în trei părți în vestul Georgiei. Cântecul popular georgian „Chakrulo” a fost una dintre cele 27 de compoziții muzicale incluse pe Discurile de Aur ale Voyager, care au fost trimise în spațiu pe Voyager 2 la 20 august 1977.

### Gastronomie
Bucătăria și vinul georgian au evoluat de-a lungul secolelor, adaptând tradițiile fiecărei epoci. Una dintre cele mai neobișnuite tradiții culinare este supra, sau masa georgiană, care este, de asemenea, un mod de socializare cu prietenii și familia. Conducătorul supra este cunoscut ca tamada. El ține toasturi profund filosofice și se asigură că toată lumea se simte bine. Diferite regiuni istorice ale Georgiei sunt cunoscute pentru preparatele lor specifice: de exemplu, khinkali (colțunași cu carne) din estul munților Georgiei și khachapuri, în principal din Imereti, Samegrelo și Adjara.

### Industria vinului
Georgia este una dintre cele mai vechi țări producătoare de vin din lume. Arheologia indică faptul că văile fertile și versanții din și din jurul Georgiei au fost locul cultivării viței de vie și al producerii de vinuri neolitice (în georgiană: ღვინო, ɣvino) de milenii. Tradițiile locale asociate cu vinul sunt împletite cu identitatea națională. În 2013, UNESCO a adăugat metoda tradițională georgiană antică de vinificare folosind amfore de lut Kvevri pe listele Patrimoniului Cultural Imaterial UNESCO.
Clima moderată a Georgiei și aerul umed, influențate de Marea Neagră, oferă cele mai bune condiții pentru cultivarea viței de vie. Solul din podgorii este atât de intens cultivat încât vițele de vie cresc pe trunchiurile pomilor fructiferi, atârnând în jos de-a lungul fructelor când se coc. Această metodă de cultivare se numește maglari. Printre cele mai cunoscute regiuni viticole georgiene se numără Kakheti (subîmpărțită în micro-regiunile Telavi și Kvareli), Kartli, Imereti, Racha-Lechkhumi și Kvemo Svaneti, Adjara și Abhazia.
Vinul georgian a fost o problemă controversată în relațiile recente cu Rusia. Tensiunile politice cu Rusia au contribuit la embargoul rusesc din 2006 asupra vinului georgian, Rusia susținând că Georgia producea vin contrafăcut. Aceasta a fost o rațiune „oficială”, dar instabilitatea relațiilor economice cu Rusia este bine cunoscută, deoarece Rusia folosește legăturile economice în scopuri politice. Problemele de contrafacere provin din etichetarea greșită de către producători străini și etichetele falsificate de „Vin Georgian” pe vinurile produse în afara Georgiei și importate în Rusia sub auspiciile că sunt produse în Georgia. Expedierea vinului contrafăcut a fost canalizată în principal prin punctele vamale administrate de Rusia în teritoriile georgiene ocupate Abhazia și Osetia de Sud, unde nu se efectuează inspecții și reglementări.

### Sport
Cele mai populare sporturi din Georgia sunt fotbalul, baschetul, rugby-ul, luptele, judo și halterele. Rugby-ul este considerat sportul național al Georgiei. Istoric, Georgia a fost faimoasă pentru educația sa fizică; romanii erau fascinați de calitățile fizice ale georgienilor după ce au văzut tehnicile de antrenament din Iberia antică. Luptele rămân un sport istoric important în Georgia, iar unii istorici consideră că stilul de lupte greco-romane încorporează multe elemente georgiene.
În Georgia, unul dintre cele mai popularizate stiluri de lupte este stilul Kakhetian. Au existat și alte stiluri în trecut care nu mai sunt la fel de utilizate astăzi. De exemplu, regiunea Khevsureti din Georgia are trei stiluri de lupte. Alte sporturi populare în Georgia secolului al XIX-lea erau polo și Lelo, un joc tradițional georgian foarte asemănător cu Rugby-ul.
Singurul circuit de curse din regiunea Caucazului este situat în Georgia. Rustavi International Motorpark, construit inițial în 1978, a fost redeschis în 2012 după o reconstrucție totală care a costat 20 de milioane de dolari. Circuitul îndeplinește cerințele FIA Gradul 2 și găzduiește în prezent seria de curse Legends și competițiile Formula Alfa.
Baschetul a fost întotdeauna unul dintre sporturile notabile din Georgia, iar Georgia a avut câțiva membri foarte faimoși în echipa națională a Uniunii Sovietice, cum ar fi Otar Korkia, Mikheil Korkia, Zurab Sakandelidze și Levan Moseshvili. Dinamo Tbilisi a câștigat prestigioasa competiție EuroLeague în 1962. Georgia a avut cinci jucători în NBA: Vladimir Stepania, Jake Tsakalidis, Nikoloz Tskitishvili, Tornike Shengelia și fostul centru al Golden State Warriors Zaza Pachulia. Alți jucători de baschet notabili includ de două ori campionul EuroLeague Giorgi Shermadini și jucătorii de EuroLeague Manuchar Markoishvili și Viktor Sanikidze. Recent, acest sport își recâștigă popularitatea în țară, iar echipa națională de baschet a Georgiei s-a calificat la turneul EuroBasket de cinci ori consecutiv de la prima sa apariție în 2011.
Există un număr de luptători MMA de talie mondială din Georgia. Ilia Topuria, Merab Dvalishvili, Giga Chikadze și Roman Dolidze sunt luptători foarte bine clasați, semnați în prezent cu UFC.
Sportivii georgieni au câștigat un total de 40 de medalii olimpice, majoritatea în lupte, judo și haltere. Culturismul competițional, sancționat de IFBB European, este de asemenea popular în țară.

## Vechile simboluri

Fostul drapel georgian

Acest drapel a fost folosit din 1991 până în  25 ianuarie 2004. El a mai fost folosit și mai înainte din 1918 până în 1921. Pentru mai multe informații, vezi Steagul Georgiei (țara).
Această stemă a fost folosită din 1918 până în 1921 și din 1991 până în 2004.